# Райкконен, Кими
Ки́ми-Ма́тиас Ра́йкконен (фин. Kimi-Matias Räikkönen, [ˈkimi ˈmɑtiɑs ˈræikːønen]; согласно финско-русской практической транскрипции правильное написание фамилии — Ряйккёнен, такое же написание используют некоторые русскоязычные СМИ; родился 17 октября 1979, Эспоо, Южная Финляндия) — финский автогонщик, чемпион мира «Формулы-1» в 2007 году, двукратный вице-чемпион (2003, 2005) и трёхкратный бронзовый призёр (2008, 2012, 2018).

## Биография
Кими Райкконен родился 17 октября 1979 года в Эспоо, Финляндия. С десяти лет участвовал в соревнованиях по картингу. С 1994 по 1997 годы участвовал в гонке на картах на единственной тогда трассе в России в Сосновом Бору (Гран-при ЛАЭС), где занимал второе место. В 1999 году стал вице-чемпионом картинговой серии Формула Супер А. В том же году он выиграл зимнюю серию британской Формулы Рено, победив в четырёх гонках. В 2000 Райкконен в регулярном чемпионате Формулы Рено одержал 13 побед в 23 гонках.
Первой машиной Райкконена была «Lada».

### Сезон в «Заубере»
После успешного выступления в Формуле Рено Петер Заубер, владелец команды «Заубер», предложил Райкконену принять участие в тестах в сентябре 2000 года, после которых подписал контракт с ним на 2001 год. Президент ФИА Макс Мосли возражал против выдачи суперлицензии пилоту, который провёл всего 23 гонки в похожих гоночных сериях и не имеет достаточного опыта, но ФИА всё же выдала Райкконену временную лицензию.
В первой же гонке сезона, Гран-при Австралии, Райкконен финишировал в очковой зоне, что было успехом для команды «Заубер». В дальнейшем Райкконен набирал очки ещё в трёх Гран-при и закончил чемпионат на 10 месте с 9 очками. Его более опытный партнёр по команде Ник Хайдфельд набрал 12 очков в сезоне. Это позволило команде «Заубер» занять четвёртое место в Кубке конструкторов — самое высокое за всю историю, которое она когда-либо занимала.

### Карьера в «Макларене»
Результаты Райкконена в сезоне 2001 года произвели впечатление на владельца команды «Макларен» Рона Денниса, и он пригласил финского гонщика в свою команду на место, которое освободилось после ухода из «Формулы-1» соотечественника Райкконена, двукратного чемпиона мира Мики Хаккинена. Многие спортивные журналисты были удивлены таким выбором, поскольку Райкконен закончил сезон хуже, чем его напарник Ник Хайдфельд, но Деннис перед сезоном 2002 года неоднократно заявлял о своей уверенности в том, что Райкконен — гонщик будущего, и он обязательно ещё выиграет много Гран-при.

#### Сезон 2002 года

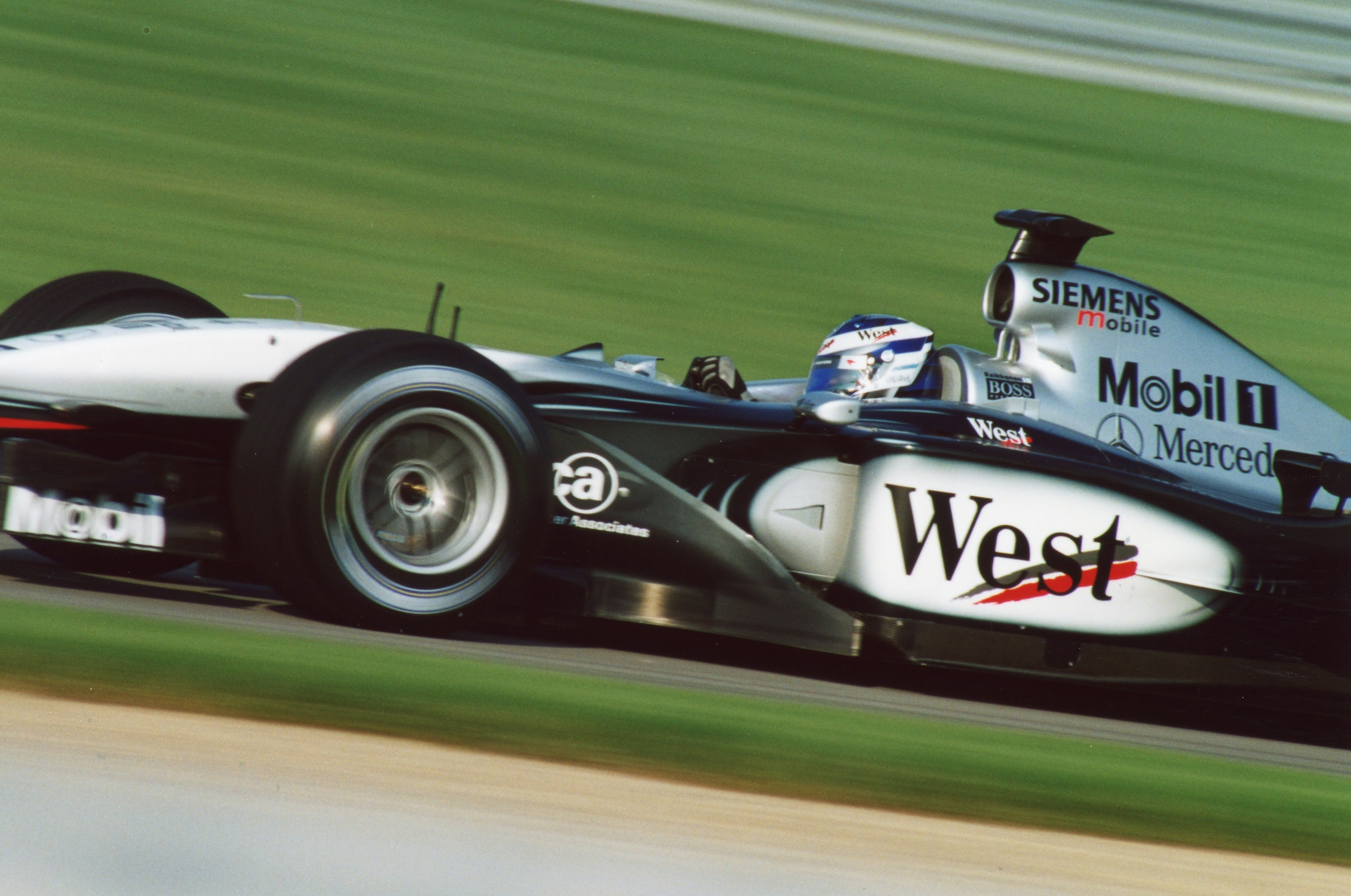
Райкконен на Гран-при США 2002 года

Райкконен смог подняться на подиум уже в первой гонке сезона, Гран-при Австралии, заняв третье место. В дальнейших гонках он также показывал достаточно хорошие результаты и держался на уровне своего гораздо более опытного напарника Дэвида Култхарда. Он был близок к своей первой победе на Гран-при Франции, но вылетел с трассы после того, как его машина проехала по маслу, оставшемуся на асфальте от сгоревшего мотора пилота «Тойоты» Алана Макниша; после этого Райкконен смог вернуться в гонку, но занял лишь второе место. Однако машины «Макларен» в этом сезоне часто не могли завершить гонки из-за того, что моторы «Мерседес» были ненадёжны и не выдерживали всю дистанцию гонки. Райкконен сходил с трассы в 10 гонках из 17, набрал лишь 24 очка и завершил чемпионат на шестом месте. Вдвоём с Култхардом они завоевали третье место для «Макларена» в кубке конструкторов.

#### Сезон 2003 года

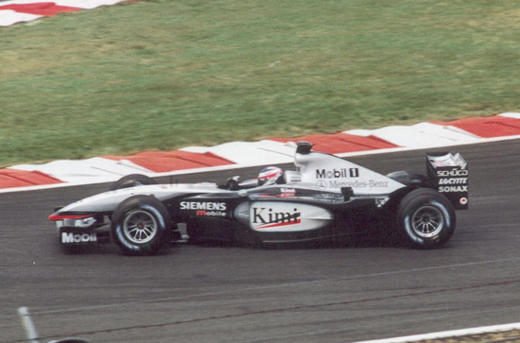
Райкконен на Гран-при Франции 2003 года

На открывавшем сезон Гран-при Австралии Райкконен квалифицировался на 15 месте, используя запасную машину. Несмотря на это, в гонке он смог прорваться на первое место и лидировал до тех пор, пока не был наказан за превышение скорости на пит-лейн. Остаток гонки он провёл в упорной борьбе за третье место с Михаэлем Шумахером и смог опередить его, финишировав третьим с разницей в 0,3 секунды.
На следующей гонке, Гран-при Малайзии, Райкконен одержал свою первую победу в «Формуле-1». Он стартовал с седьмого места, но за счёт почти безошибочного пилотирования, а также совпадения других факторов — столкновения шедших впереди Шумахера и Трулли, лучшей тактики пит-стопов — смог захватить лидерство и удержать его.
Третья гонка, Гран-при Бразилии, проходила при очень сильном дожде, и была остановлена после 55 круга — столкновение Фернандо Алонсо с колесом от болида Марка Уэббера, появившемся на трассе после аварии последнего кругом ранее. Стюардами гонки было принято решение об остановке гонки. В этом случае победителем считается гонщик, который был лидером за два круга до остановки, и сначала им был объявлен Райкконен. Но последующий анализ выявил, что лидер гонки Джанкарло Физикелла, который обошёл Райкконена как раз на 54 круге, начинал 56 круг в момент остановки гонки, и поэтому победителя нужно определять по результатам 54 круга. В итоге победа была отдана Физикелле, Райкконен остался вторым.
В дальнейшем команды совершенствовали свои болиды, а «Макларену» никак не удавалось стабилизировать свой новый болид McLaren MP4-18, и её гонщики продолжали использовать модификацию прошлогоднего болида, MP4/17D. Это приводило к тому, что по скорости машина не могла конкурировать с новыми машинами других ведущих команд, и «Макларену» приходилось рассчитывать в основном на лучшую тактику.
На Гран-при Сан-Марино Райкконен занял второе место, а на следующем Гран-при Испании выбыл из гонки на старте: в квалификации он не смог показать быстрого круга и был отправлен на последнее место, и при старте гонки врезался в стоявшего перед ним Антонио Пиццонию, у которого заглох мотор. На Гран-при Австрии Райкконен снова был вторым, защитив свою позицию от постоянных атак Рубенса Баррикелло. В Монако Кими был близок к победе, но уступил Хуану-Пабло Монтойе немногим более секунды. В Канаде финн снова вылетел с трассы в квалификации и стартовал с последнего места, но смог закончить гонку шестым.
Остаток сезона прошёл в плотной борьбе между Райкконеном, Шумахером и Монтойей. На Гран-при Европы Райкконен стартовал с поула и лидировал до 25 круга, когда на его машине сгорел мотор. На Гран-при Франции Шумахер финишировал третьим, а Райкконен четвёртым; на Гран-при Великобритании третьим был Райкконен, а четвёртым — Шумахер. На Гран-при Германии Райкконен не смог финишировать из-за столкновения в первом повороте с Баррикелло и Ральфом Шумахером, затем в Гран-при Венгрии занял второе место.
Перед Гран-при Италии разразился скандал из-за шин «Michelin», которые оказались не вполне соответствующими нормативам FIA. Компания «Michelin» вынуждена была в срочном порядке поставлять командам новые шины, которые показывали немного худшие результаты. Это повлияло в том числе и на команду «Макларен», которая стала ещё больше проигрывать в скорости «Феррари», использовавшей шины «Bridgestone». На Гран-при Италии Шумахер одержал победу, а Райкконен занял лишь четвёртое место. Затем в Гран-при США Райкконен стартовал с поула и долгое время лидировал, но из-за начавшегося дождя не смог удержать позицию и уступил лидерство Шумахеру, и финишировал вторым.
Судьба чемпионата решалась в последней гонке в Японии, где Шумахеру достаточно было набрать одно очко для победы в чемпионате. Райкконен стартовал с восьмого места и финишировал вторым, а Шумахер занял восьмое место, набрав одно очко. Монтойя эту гонку не закончил, и в итоге чемпионом стал Шумахер, Райкконен занял второе место, а Монтойя — третье.

#### Сезон 2004 года
Начало сезона 2004 года сложилось для команды «Макларен» крайне неудачно. Машина MP4/18 так и не была доведена до работоспособного состояния, но вместе с тем перед началом сезона уже не оставалось времени на разработку новой машины. Команда начала сезон с машиной MP4/19, которая представляла собой, по существу, MP4/18, у которой были наскоро исправлены лишь самые существенные недостатки. Эта машина уступала конкурентам и в скорости, и в надёжности. В первых семи гонках сезона Райкконен финишировал лишь два раза и набрал одно очко.
Параллельно шла разработка новой машины, которая дебютировала на Гран-при Франции с индексом MP4-19B. В этой гонке Райкконен финишировал седьмым, но затем в Гран-при Великобритании завоевал поул и в гонке занял второе место вслед за Михаэлем Шумахером. Но, хотя новая машина была быстрой, ей недоставало надёжности, и в Гран-при Германии и Венгрии Райкконен не смог финишировать.
Единственную победу в сезоне 2004 года Райкконен одержал на Гран-при Бельгии. Он квалифицировался на 10 месте, но к 11 кругу уже был первым. Во второй половине гонки Райкконену приходилось отражать постоянные атаки шедшего вторым Михаэля Шумахера. Из-за аварий на трассу трижды выходила машина безопасности, и преимущество перед Шумахером, которое накапливал Райкконен, терялось. Однако Райкконен выиграл все три рестарта гонки, не дав Шумахеру возможности для обгона. Это была одна из трёх гонок сезона, которые были выиграны не пилотами команды «Феррари».
В следующем Гран-при Италии Райкконен снова сошёл из-за проблем с электроникой, затем был третьим в Китае, отстав от победителя Рубенса Баррикелло всего на 1,4 секунды. В Японии на первом круге произошёл контакт машин Райкконена и Фелипе Массы, из-за чего у финна возникли проблемы с управляемостью, но, несмотря на это, он смог закончить гонку на шестом месте. В завершавшем сезон Гран-при Бразилии после долгой борьбы за лидерство с Хуаном Пабло Монтойей Райкконен финишировал вторым. По итогам сезона Райкконен набрал 45 очков в чемпионате и закончил его на седьмом месте.

#### Сезон 2005 года

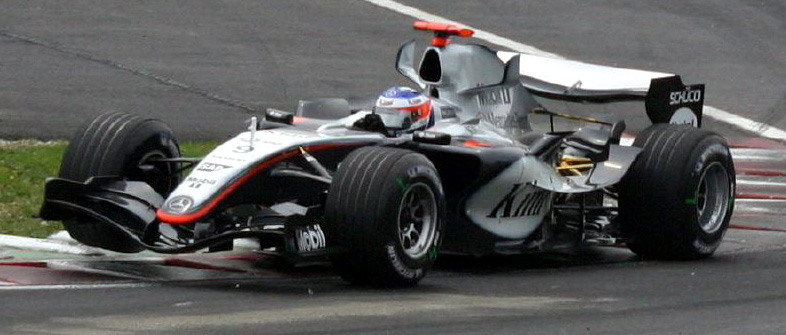
Райкконен на Гран-при Канады 2005 года

Старт сезона 2005 года также не стал для Райкконена удачным. Машины «Макларен» не могли набрать достаточную скорость в квалификации из-за того, что шины «Мишлен» не успевали прогреваться, в результате в квалификациях перед первыми тремя гонками лучшим достижением команды «Макларен» было лишь шестое место на старте. Вдобавок к этому в первой гонке сезона, Гран-при Австралии, Райкконен заглох на старте и с трудом смог набрать одно очко, финишировав на восьмом месте. Затем в Гран-при Малайзии финн долго шёл третьим и имел хорошие шансы на подиум, но затем на его машине лопнуло колесо, и он откатился за пределы очковой зоны. Лишь в Бахрейне Райкконен, стартовав девятым, смог прорваться на третье место и завоевал первый в сезоне подиум.
В квалификациях перед следующими тремя гонками — Гран-при Сан-Марино, Испании и Монако — Райкконен завоёвывал первые места. В Гран-при Сан-Марино он был близок к победе, но из-за поломки карданного вала вынужден был сойти; в Испании и Монако Райкконен победил, сократив своё отставание от лидера чемпионата Алонсо до 22 очков. В следующей гонке — Гран-при Европы — он до последнего круга лидировал, но затем подвеска его переднего колеса сломалась, и он вылетел с трассы в первом повороте финального круга Гран-при. Поломка подвески была вызвана тем, что при обгоне Жака Вильнёва Райкконен перетормозил, и на его колесе образовался плоский участок, который вызывал сильную вибрацию. В сезоне 2005 года смена колёс была разрешена только в случае повреждения колеса, и, поскольку прокола не было, команда не решилась заменить колесо, опасаясь санкций. После этого инцидента ФИА выпустила разъяснение к правилам, в котором явно разрешалось считать повреждённым колесо с плоским участком.
Гран-при Канады Райкконен снова выиграл, после первой в сезоне значительной ошибки Алонсо. Последующий Гран-при США был омрачён новым инцидентом с шинами «Мишлен», которые оказались неприспособленными к особенностям трассы в Индианаполисе. После того как в свободных заездах в одном и том же месте произошли две серьёзные аварии, все команды, использовавшие «Мишлен», включая «Макларен», решили не стартовать в гонке. В ней участвовали всего 6 машин, это было наименьшее число за всю историю «Формулы-1».
В двух следующих гонках Райкконена штрафовали десятью местами на стартовой решётке за смену мотора перед квалификацией (по правилам один мотор должен был использоваться в течение всего уикенда). Несмотря на это, во Франции он финишировал вторым, а в Великобритании — третьим. На Гран-при Германии Райкконен доминировал в течение всего уикенда и лидировал в гонке, но затем сошёл из-за поломки гидравлической системы. Это был его третий сход в сезоне в тот момент, когда он лидировал, и во всех трёх случаях после этого побеждал его основной соперник в чемпионате — Фернандо Алонсо. Следующую после этого гонку, Гран-при Венгрии, Райкконен выиграл, но на пресс-конференции сказал, что есть шансы на то, что после окончания контракта с «Маклареном» в 2006 году он уйдёт в другую команду, если надёжность машин не повысится. Райкконен выиграл также Гран-при Турции, проходившее впервые. Затем на Гран-при Италии он выиграл поул, но снова был оштрафован на 10 позиций за смену мотора; в гонке благодаря хорошей стратегии финн смог прорваться на пятое место, но вскоре после этого расслоилось заднее колесо на его машине, после его смены Райкконен вынужден был совершить несколько трудных обгонов, и закончил гонку лишь четвёртым.
На Гран-при Бельгии Райкконен во втором сезоне подряд одержал победу. На Гран-при Бразилии шла упорная борьба между Алонсо, Райкконеном и Монтойей, в результате которой финн финишировал вторым. Предпоследняя гонка сезона, Гран-при Японии, стала одной из лучших гонок Райкконена — он смог выиграть её, стартовав с 17 места (из-за того, что в квалификации дождь смешал все позиции). Эта гонка, кроме того, запомнилась обгоном Райкконен Джанкарло Физикеллы по внешнему радиусу на последнем круге.
Заняв затем второе место в Китае, Райкконен оказался на втором месте также и по итогам чемпионата, отстав на 21 очко от Алонсо, но опередив на 50 очков занявшего третье место Михаэля Шумахера.
После сезона Райкконен был неоднократно назван в прессе «пилотом года», в том числе такими авторитетными изданиями, как журналы F1 Racing и Autosport.

#### Сезон 2006 года

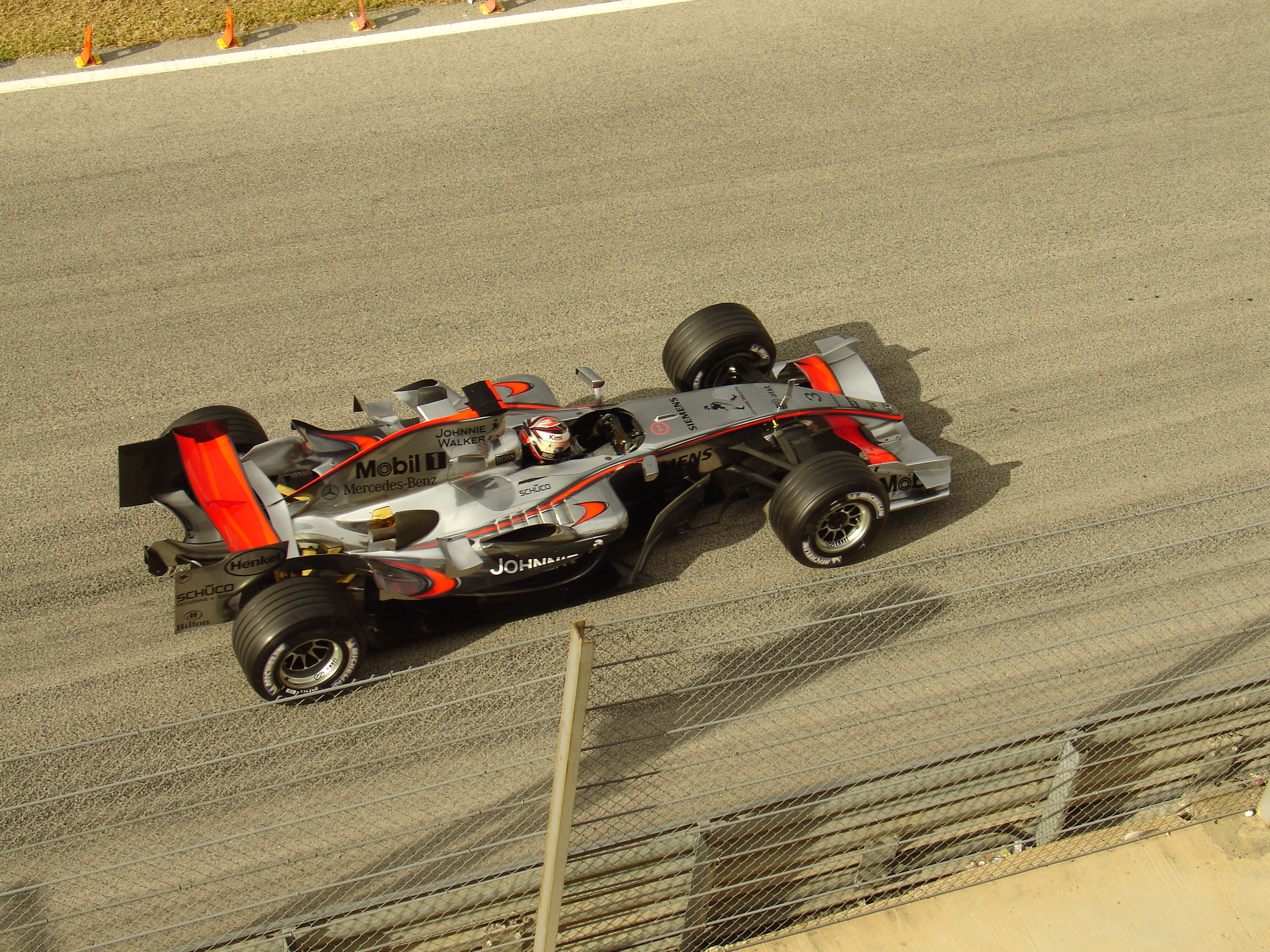
Райкконен на тестах в Валенсии в начале 2006 года

Первой гонкой 2006 года был Гран-при Бахрейна. В этой гонке Райкконен вынужден был стартовать с последнего места из-за поломки задней подвески в квалификации, но, несмотря на это, прорвался наверх и финишировал третьим. В Гран-при Малайзии в машину Райкконена на первом же круге врезался сзади Кристиан Клин, из-за чего обе машины вынуждены были сойти. Алонсо победил в первой гонке сезона, а в следующей финишировал вторым, следом за своим партнёром по команде Джанкарло Физикеллой, и, таким образом, «Макларен» оказался практически в той же ситуации, что и в предыдущем сезоне. Затем в Гран-при Австралии Райкконен, хотя и занял второе место и установил лучший круг в гонке, всё же снова был позади Алонсо.
Затем результаты Райкконена ухудшились. На Гран-при Сан-Марино он допустил ошибку в квалификации и занял лишь 8 место на старте, из-за чего в гонке смог финишировать только пятым. Владелец команды Рон Деннис после этого Гран-при сказал, что причина неудачи была в недостаточно хорошем пилотировании Райкконена. Затем на Гран-при Испании Райкконен квалифицировался ещё хуже — на девятом месте, на старте гонки смог улучшить свою позицию до пятого места и продержался на нём до конца гонки. Через несколько дней после этого Райкконен признался, что не надеется выиграть чемпионат 2006 года.
На Гран-при Монако Райкконен квалифицировался третьим, в гонке вышел на второе место и держался в одном ритме с лидировавшим Алонсо, но затем сошёл из-за возгорания в машине (сначала создалось впечатление, что сгорел мотор, но позже выяснилось, что загорелась электропроводка). На Гран-при Великобритании Райкконен стартовал вторым, позади Алонсо и впереди Шумахера, и этот порядок держался до второй серии пит-стопов, в которой Шумахер смог обойти Райкконена, и финн в итоге финишировал третьим. С таким же результатом закончился Гран-при Канады, а на Гран-при США Райкконен сошёл из-за столкновения со своим же напарником Монтойей (это столкновение было частью массовой аварии, в которой сошли 7 пилотов).

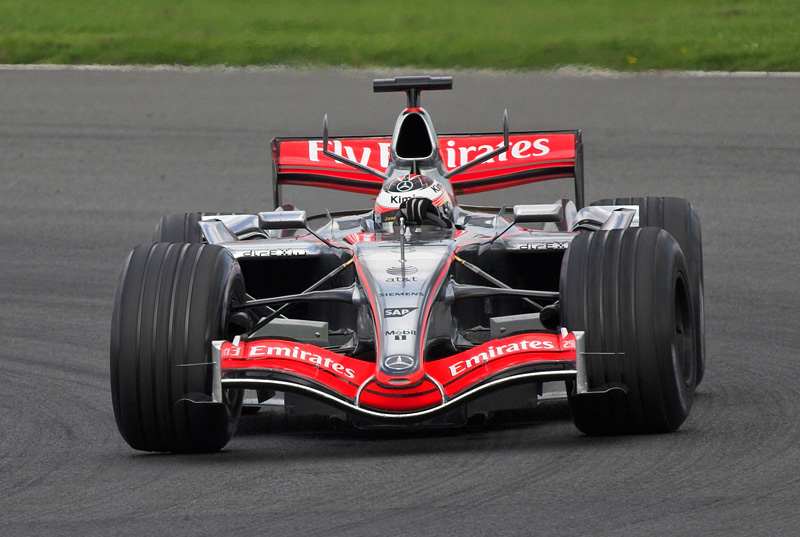
Райкконен на тестах в Сильверстоуне в апреле 2006 года

На Гран-при Франции Райкконен стартовал шестым и не смог значительно улучшить свою позицию, финишировав пятым. В Германии финн смог завоевать поул, но в гонке не удержал позицию и после борьбы с Баттоном занял третье место. В Венгрии Райкконен снова завоевал поул и лидировал в гонке, но после 25 кругов столкнулся с отстававшим на круг Витантонио Льюцци. В Турции Райкконен квалифицировался лишь восьмым и в первом повороте столкнулся со Скоттом Спидом, из-за чего на его машине оказалось повреждено колесо; он смог доехать до боксов и сменить его, но на следующем круге окончательно вылетел с трассы. На Гран-при Италии Райкконен вновь был на поуле и сохранял лидерство до первых пит-стопов, когда его обошёл Михаэль Шумахер; Райкконен сохранил второе место до конца гонки. После этого Гран-при Шумахер объявил о завершении карьеры, а через несколько дней руководство Феррари объявило, что его место займёт Райкконен.
Три последних гонки сезона особых достижений также не принесли. На Гран-при Китая Райкконен сошёл из-за проблем с мотором, а в Японии и Бразилии занимал пятые места. Эра «Макларена» закончилась для Райкконена пятым местом в чемпионате пилотов и третьим местом для команды в кубке конструкторов. Также для «Макларена» это был первый год, начиная с 1996, когда не было одержано ни единой победы в Гран-при.

### Карьера в «Феррари»
После Гран-при Италии 2006 года команда «Феррари» объявила, что Райкконен подписал с ней трёхлетний контракт на 2007—2009 годы. Сам Райкконен сказал, что очень доволен своим переходом, но желает команде «Макларен» дальнейшего процветания. Партнёром Райкконена стал Фелипе Масса, выступающий за «Феррари» с 2006 года. По неподтверждённой информации, после ухода Михаэля Шумахера именно Райкконен стал самым высокооплачиваемым гонщиком Формулы-1 — ходили слухи, что его зарплата в «Феррари» составила около 51 миллиона долларов в год.
В конце 2006 года в интервью немецкой газете Bild Райкконен заявил, что не собирается соревноваться с Шумахером по числу рекордов, и контракт с «Феррари» может стать для него последним в карьере.
Первые тесты за «Феррари» Райкконен провёл 23 января 2007 года на трассе Валлелунга. Официальных результатов тестов обнародовано не было; согласно заявлениям команды, основной целью тестов была «акклиматизация» Райкконен в команде.

#### Сезон 2007 года

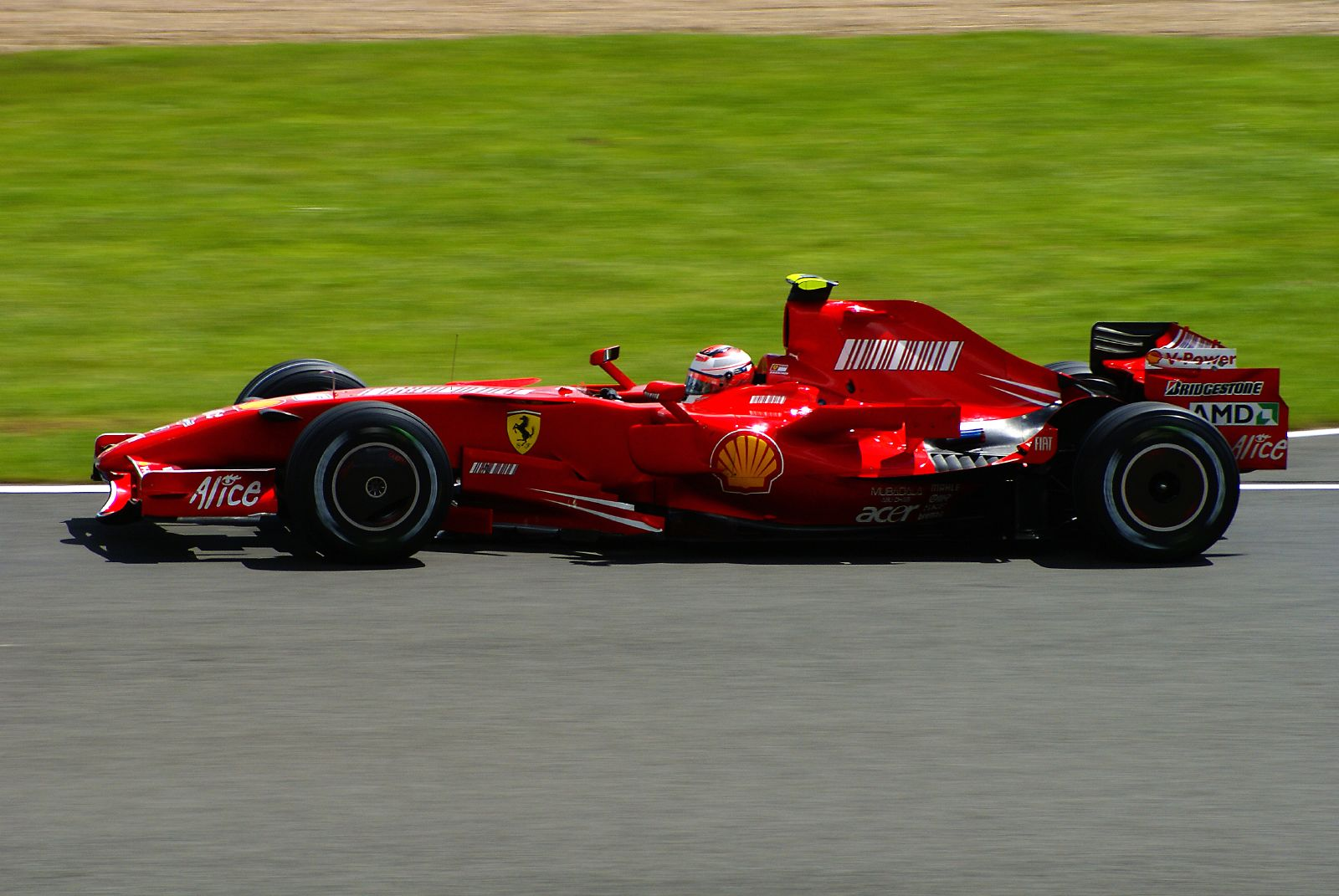
Райкконен за рулём болида Феррари в Сильверстоуне

В первой гонке, на Гран-при Австралии Райкконен одержал победу, стартовав с поула, во втором и третьем Гран-при также поднимался на подиум, завоевав третье место. На Гран-при Испании из-за проблем с электрикой вынужден был сойти с дистанции. На Гран-при Монако во второй части квалификации допустил ошибку и повредил подвеску, и ему пришлось стартовать с 16 места. В итоге, благодаря тактике одного пит-стопа, Райкконен приехал на финиш восьмым, завоевав одно очко. На Гран-при Канады Кими приехал пятым, в США — четвёртым.
На него обрушилось море критики из-за проваленной первой половины сезона — многие говорили, что в этом году Райкконен уже не будет быстр и уступит Массе. Однако после США, где, по мнению многих болельщиков, Райкконен «проснулся», последовали две победы подряд — на Гран-при Франции, и через неделю — на Гран-при Великобритании. Причём впервые в сезоне победил гонщик, который вошёл в первый поворот не лидером.
Затем был Гран-при Европы — первая в сезоне дождевая гонка, и первая после Гран-при Бразилии 2003 года, остановленная красными флагами. После первого круга Райкконен собирался заехать в боксы, чтобы сменить резину, но перед въездом в боксы его машину занесло, и ему пришлось сделать ещё один круг по залитой ливнем трассе на сухих шинах. В итоге он откатился достаточно далеко назад. Однако после того, как дождь закончился и трасса просохла, Райкконен вышел на третью позицию и приближался к лидировавшим Массе и Алонсо, но второй раз за сезон подвела машина — сломалась гидравлика. На Гран-при Венгрии, состоявшемся спустя две недели, Райкконен занял вторую позицию, идя в темпе лидера Льюиса Хэмилтона, и не дал англичанину заработать «Большой шлем», показав на последнем круге лучший круг гонки.
На Гран-при Турции Масса стартовал с поула и выиграл, а Райкконен заработал второе место и показал лучший круг. На Гран-при Италии Райкконен в ходе субботних свободных заездов заблокировал задние колёса на торможении после длинной прямой и разбил машину. Механики за оставшееся до квалификации время успели переставить мотор на запасную машину, благодаря чему финн избежал штрафа. Однако повреждённая в аварии шея, по словам Райкконена, всю гонку болела, и дистанция далась ему нелегко — особенно торможения. «Феррари» явно уступала в скорости более быстрым «McLaren», и Райкконен финишировал лишь третьим. На Гран-при Бельгии Райкконен завоевал поул, захватил лидерство со старта, и только два круга проехал не лидером гонки.
После этого состоялось дождевой Гран-при Японии, где Райкконену из-за задержки в доставке извещения от ФИА пришлось уже на третьем круге заезжать для смены резины. В итоге он оказался на 21 месте, откуда по ходу гонки смог прорваться на третью позицию. Следующую гонку, Гран-при Китая, он выиграл, увеличив шансы на завоевание чемпионского титула.
На Гран-при Бразилии впервые с 1986 года в финальной схватке сезона за титул боролись сразу три гонщика. В финальной части квалификации во время быстрого круга Райкконен на его траектории оказался выехавший с боксов Хэмилтон, в результате чего в воскресенье он стартовал лишь третьим. Однако уже в первом повороте он смог опередить Хэмилтона, а после второй серии пит-стопов — и своего напарника, финишировав первым и показав быстрый круг. Алонсо финишировал третьим, Хэмилтон — седьмым. В итоге Райкконен заработал 110 очков против 109 у обоих пилотов «Макларен», завоевав титул чемпиона мира.

#### Сезон 2008 года
В первой гонке в Австралии уже в первой квалификационной сессии на машине Райкконена отказала электроника топливного насоса. Он остановился на въезде на пит-лейн, что, согласно правилам, лишало его права продолжить квалификацию. В результате действующий чемпион стартовал с пятнадцатого места. Множество обгонов и два вылета на траву закончились сходом из-за проблем с двигателем на 43-м круге. Райкконен занял в итоговом протоколе девятую строчку (в этой гонке смогли финишировать только 7 пилотов), и лишь благодаря дисквалификации Баррикелло заработал одно очко.

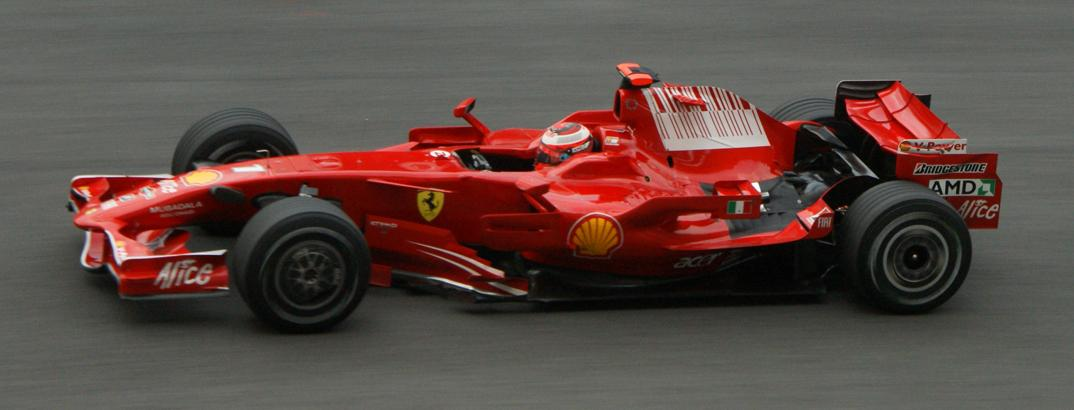
Райкконен на Гран-при Малайзии 2008 года

 Гонку в Малайзии Райкконен уверенно выиграл. Поул достался Фелипе Массе, которого Райкконен опередил после первого пит-стопа. В Бахрейне Райкконен стартовал четвёртым и финишировал вторым, возглавив чемпионат. Десять очков достались Фелипе Массе, который в течение всего уик-энда был намного быстрее всех остальных. После гонки Райкконен признался, что эта трасса ему не очень подходит.
На Гран-при Испании «Феррари» впервые использовала в гонке новый вариант носового обтекателя с внутренним каналом, который позволил перенаправить часть воздушного потока, попадающего под днище болида, на верхнюю поверхность F2008. Хотя представители команды не раз заявляли, что внедрение этого элемента не является революцией, а эффект от его внедрения не превышает выигрыша от других аэродинамических новинок, Райкконен признался, что впервые в сезоне полностью доволен поведением машины. Результат — хет-трик в исполнении Райкконена и укрепившееся до 9 очков преимущество в чемпионате. Гран-при Турции финн закончил третьим.
Гран-при Монако сложился для Райкконена неудачно. На влажной трассе он стартовал вторым, вслед за напарником по команде, заработавшим уже свой третий поул в сезоне. Однако ещё до начала гонки из-за задержки команды с креплением колёс на финна был наложен штраф в виде проезда по пит-лейн. На старте Райкконен уступил позицию Льюису Хэмилтону, а в первом повороте повредил переднее антикрыло. В ходе гонки команда в ожидании дождя перешла на тактику одного пит-стопа, но расчёт оказался неверным. В результате Райкконен только к концу гонки сумел набрать темп (показав лучшее время на 74-м круге), но возможный результат был перечёркнут столкновением с Адрианом Сутилем на 69-м круге. Райкконен смог продолжить после замены переднего обтекателя и финишировал 9-м. Гонку выиграл Хэмилтон, опередивший Райкконена в общем зачёте; Масса приехал третьим.
В Канаде Райкконен квалифицировался третьим позади Хэмилтона и Кубицы, притом, что на первых двух секторах решающего круга шёл с опережением графика лучшего времени, а на третьем проиграл целую секунду (опередив Алонсо всего на 0,011 с). Проблемы были связаны с тем, что обновлённый асфальт автодрома имени Жиля Вильнёва не выдерживал жёстких торможений и начинал разрушаться. Масса квалифицировался на шестой позиции. Часть покрытия в 10-м повороте организаторы Гран-при успели поменять ночью перед стартом.
В гонке, после того как шины перестали гранулироваться, Райкконен смог набрать хороший темп и даже показал быстрый круг. Но на 13-м круге из-за схода Адриана Сутиля на трассу выехала машина безопасности, и Райкконен оказался в числе пяти гонщиков, свернувших на пит-стоп после 19-го круга, когда был открыт пит-лейн. На выезде с пит-лейн горел красный свет, и Райкконен остановился, поравнявшись с Кубицей, а в этот момент лидировавший до остановки и выехавший из боксов третьим Хэмилтон сзади въехал в «Феррари» Райкконена, закончив гонку досрочно и для него, и для себя. После второго холостого старта подряд Райкконен занимал четвёртую строчку чемпионата.
Во Франции Райкконен выиграл второй поул в сезоне, опередив Массу; после старта сохранил лидерство, создав комфортный отрыв от преследователей. Но во второй фазе гонки дала сбой выхлопная система. Это, естественно, привело к резкому снижению темпа Райкконена, и только созданный задел позволил финишировать на втором месте, пропустив напарника по команде.
В Сильверстоуне «Макларен» начал показывать совсем другую скорость — и Райкконен смог стартовать только третьим. Однако в гонке он показал быстрый круг и рассчитывал побороться за победу, но в условиях начинающегося дождя команда на пит-стопе ошиблась с выбором шин — промежуточная резина приводила к нескольким секундам отставания на каждом круге. В итоге, под занавес гонки обогнав Алонсо, финн финишировал только четвёртым, отстав от финишировавшего первым Хэмилтона на круг.
В Германии проблемы с балансом «Феррари» встали ещё острее — Райкконен квалифицировался лишь шестым. Пит-стоп во время нахождения машины безопасности на трассе, множество обгонов (включая обгон Кубицы на последних кругах) — всё это привело только к тому же 6-му месту на финише. Вторая подряд победа Хэмилтона — и Райкконен уже только третий в личном зачёте с дефицитом в 7 очков.
На одиннадцатом этапе в Венгрии машина вела себя гораздо лучше. Райкконен отчасти объяснял свои сложности тем, что F2008 меньше нагружает шины — это помогает беречь их в гонке, но затрудняет прогрев во время коротких квалификационных сессий. Тем не менее, Массав семи из одиннадцати прошедших гонок стартовал впереди напарника. В Венгрии бразилец начал гонку 3-м, Райкконен шестым. После старта Райкконен застрял позади Алонсо на 50 кругов (подтвердив, что на Хунгароринге практически невозможно обгонять), и только после второго пит-стопа смог опередить Алонсо, взвинтить темп и показать серию быстрых кругов. Прокол шины на болиде Хэмилтона и сход Массы из-за отказа двигателя за несколько кругов до финиша позволили в итоге Райкконену подняться на нижнюю ступеньку подиума вместе с победившим Ковалайненом и Глоком. На первом в истории этапе в Валенсии точно такой же отказ мотора оставил финна без очков.
В Бельгии Райкконен стартовал четвёртым и смог пробиться на первое место. Но за два круга до финиша пошёл дождь, и Райкконен сошёл, в жесточайшей борьбе с Льюисом Хэмильтоном не удержав машину на мокром асфальте и врезавшись в стену. Хэмилтон был оштрафовали и перещён на третье место, в результате победа досталась Фелипе Массе.
В Монце Райкконен (а вместе с ним и два других лидера чемпионата — Хэмилтон и Кубица) из-за сильного дождя, разразившегося в конце второй сессии, не смогли пройти в финальную часть квалификации. В итоге финн стартовал 14-м, а финишировал 9-м. В первом ночном Гран-при Сингапура стратегия «Феррари» была перечёркнута выездом машины безопасности после аварии Пике. И хотя Райкконен смог подняться до 5-го места, за четыре круга до финиша он задел поребрик и разбил свою машину. Райкконен установил десятый быстрый круг в сезоне (таким образом, за три гонки до окончания чемпионата он второй раз в карьере поравнялся с рекордом Михаэля Шумахера 2004 года).
В Японии Райкконен смог квалифицироваться вторым и пробиться на нижнюю ступеньку подиума после того, как был отброшен назад опасным манёвром Хэмилтона в первом повороте гонки. В Гран-при Китая Кими почти всю гонку ехал вторым, под конец сбросил скорость и пропустил Фелипе Массу.
В Гран-при Бразилии Райкконен приехал на третьем месте, заняв в итоговом личном зачёте третье место (75 очков). За наибольшее количество быстрых кругов в сезоне (их было 10 — больше, чем у всех соперников вместе взятых) Райкконен получил награду DHL Fastest Lap Trophy.
На машине, завоевавшей Кубок Конструкторов, Райкконен одержал лишь две победы и по итогам сезона уступил своему напарнику Фелипе Массе 22 очка. Такое же количество очков (75) набрал Роберт Кубица.

#### Сезон 2009 года
В 2008 году из-за напряжённой борьбы за титул «Ferrari» сосредоточила силы на доработку существующей машины, и машина 2009 года значительно уступала машинам большинства других команд, в особенности Brawn GP.
В первой гонке сезона, Гран-при Австралии, Райкконен квалифицировался 9-м, но в гонке сошёл на 43-м круге после проблем с дифференциалом.
В Малайзии Райкконен в квалификации вновь был девятым, но из-за наказания Себастьяна Феттеля и Рубенса Баррикелло стартовал 7-м. Во время гонки ожидался дождь, и на машину Райкконена поставили дождевые шины. Но трасса была сухой, и он терял позицию за позицией. Позже дождь действительно пошёл, и к моменту остановки гонки на 33-м круге Райкконен занимал 14-ю позицию.
В Китае так же, как и в Малайзии гонка прошла под дождём. В квалификации Райкконен показал 8-е время, правда с большим количеством топлива. Но гонка опять не заладилась, были определённые проблемы технического свойства и Райкконен пришёл на финиш только десятым.
В Бахрейне Райкконен заработал первые очки в сезоне, заняв 6 место.
Перед Гран-при Испании команда «Феррари» провела аэродинамические тесты машины, впервые использовав двойной диффузор. Это позволило команде очень серьёзно подтянуться к лидерам. Но в квалификации стратеги просчитались, и Райкконен не вышел даже из первого сегмента. В гонке из-за проблем с гидравликой он вынужден был сойти с дистанции на 17 круге.
На Гран-при Монако Райкконен боролся с Дженсоном Баттоном за поул, но проиграл всего 0,025 с. На старте он пропустил вперёд Баррикелло и пришёл к финишу третьим.

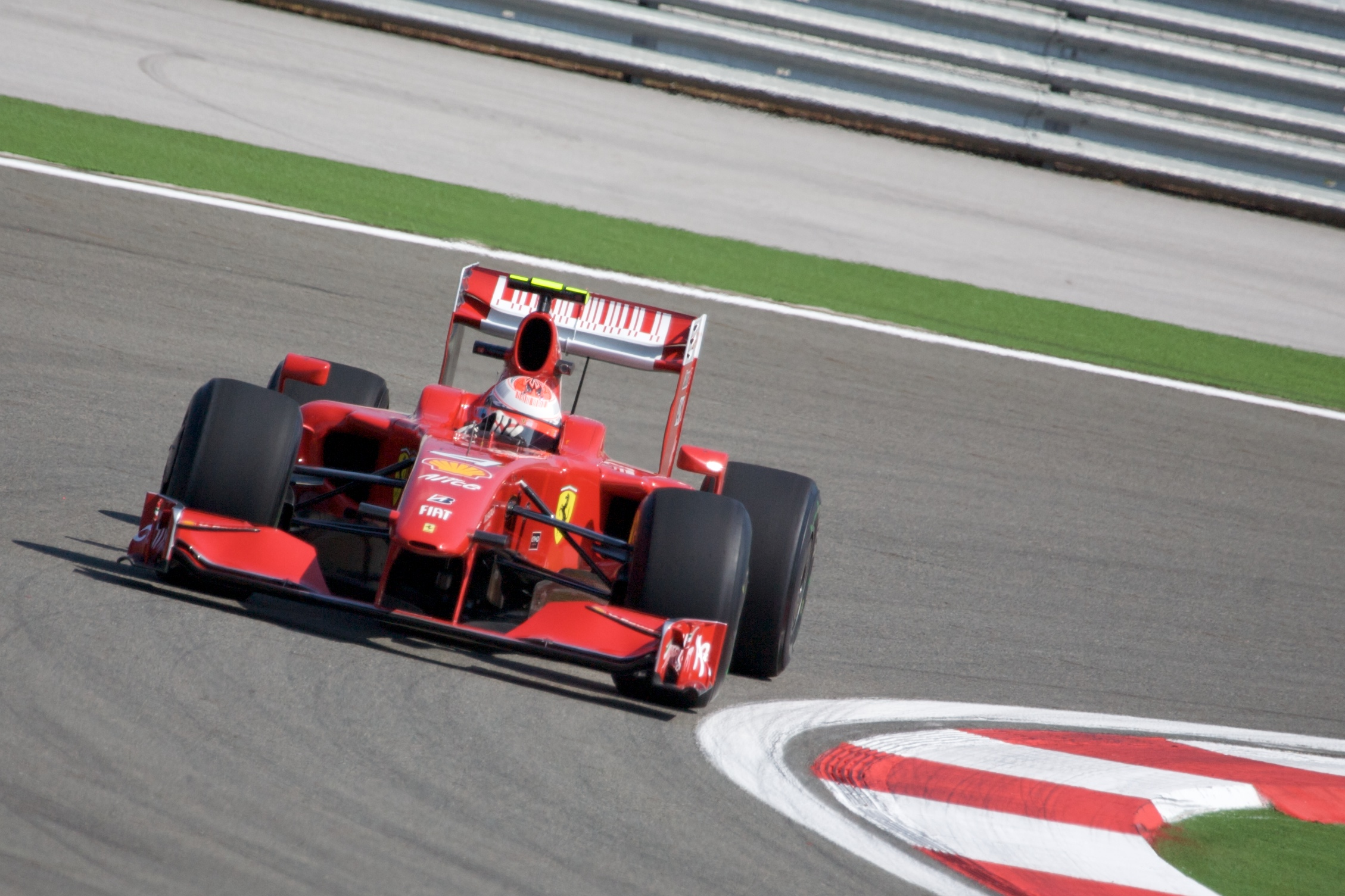
Райкконен на Гран-при Турции 2009 года

В Турции команда не попала с настройками аэродинамики, и Райкконен вовсе не попал в очки, финишировав девятым.
На Гран-при Великобритании продолжались те же проблемы, и Райкконен квалифицировался девятым. На старте ему удалось совершить хороший рывок и подняться до пятого места, но из-за того, что он имел меньше топлива, чем его конкуренты, приехал на финиш только восьмым.
На Гран-при Германии и Масса, и Райкконен боролись за подиум, но Райкконен во второй раз (первый на Гран-при Монако 2008) столкнулся с Сутилем и через несколько кругов после этого сошёл с трассы.
На Гран-при Венгрии Райкконен квалифицировался на 7 месте, однако на старте смог вырваться на 4 место. На машине Фернандо Алонсо, стартовавшего с поула во время пит-стопа не закрутили гайку на колесе. Во время первого пит-стопа на выезде из боксов он едва не столкнулся с Уэббером, но контакта не было, и всю оставшуюся часть гонки он шёл в ровном темпе и к финишу пришёл вторым, вслед за Льюисом Хэмилтоном.
В Валенсии Райкконен квалифицировался шестым, но как и в предыдущих гонках смог отыграть места на старте и поднялся на четвёртое место. Благодаря хорошей стратегии он смог пересидеть Ковалайнена на втором пит-стопе и во второй раз подряд поднялся на подиум, финишировав третьим.
Перед Гран-при Бельгии команда заявила, что больше в этом году технических обновлений не будет. Райкконен вновь квалифицировался шестым, но уже к четвёртому повороту был вторым. Позже вышел в лидеры и впервые за последние 25 гонок поднялся на верхнюю ступеньку подиума, выиграв свой четвёртый Гран-при Бельгии.
На Гран-при Италии Райкконен квалифицировался третьим, на старте смог пройти Сутиля. После второго пит-стопа Райкконен оказался позади «Браунов» и Хэмилтона. Однако на последнем круге Хэмилтон на выходе из первого Лесмо потерял контроль над машиной, и Райкконен финишировал третьим.
Квалификация на Гран-при Сингапура 12-е место. На старте пропустил вперёд Себастьяна Буэми, и после выезда на трассу пейс-кара тактика одного пит-стопа была полностью разрушена. После второго пит-стопа Райкконен хоть и вернулся на трассу десятым, в непосредственной близости от Кубицы и Накадзимы, обогнать их не смог.
Перед Гран-при Японии руководители команды объявили, что по окончании этого сезона Райкконен покинет команду, а на его место придёт Фернандо Алонсо. Мотивировал это Доменикали как неразговорчивость и закрытость финского гонщика.
В квалификации Райкконен показал восьмое время (но после штрафа для нескольких пилотов он поднялся на пятое место). В гонке финишировал четвёртым.
В дождевой квалификации на Гран-при Бразилии Райкконен показал пятое время. Однако гонка для финна была испорчена в третьем повороте при попытке обгона Марка Уэббера. На пит-стопе Ковалайнен разлил топливо. Спустя секунду на этот участок пит-лейна наехал Райкконен, и его машина на несколько секунд загорелась. Однако, это не помешало ему продолжить гонку, и в дальнейшем удачно перестроенная стратегия позволяла финну отыгрывать места и на финиш он приехал шестым.
На Гран-при Абу-Даби Райкконен квалифицировался только 11-м. Финишировал 12-м и закончил чемпионат шестым, а в кубке конструкторов Феррари заняла четвёртое место.
По окончании сезона Райкконен вёл переговоры с командой «Макларен», но в итоге объявил, что в 2010 году не будет выступать в «Формуле-1».

### 2010—2011 (Карьера в WRC)

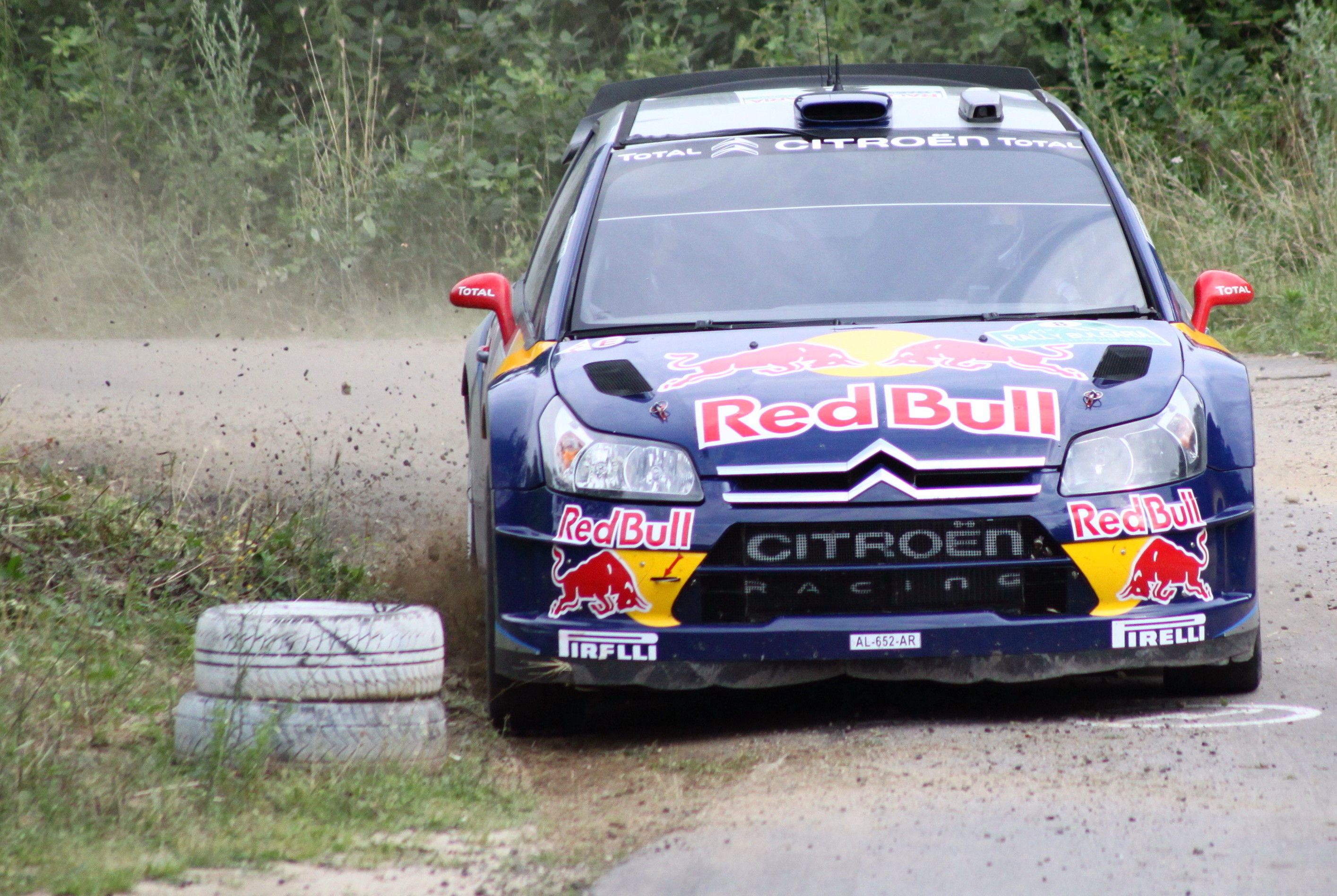
Райкконен на Ралли Болгарии 2010 года

В декабре 2009 года Райкконен принял решение провести следующий год в WRC, подписав 28 марта 2010 года контракт с командой Citroën Junior Team.
Финишировал на 8-м месте в третьем ралли сезона 2010 (Ралли Иордании) и заработал 4 очка. Тем самым он стал вторым спортсменом в истории после Карлоса Ройтемана, которому удалось заработать очки как в «Формуле-1», так и в чемпионате мира по ралли. По итогам чемпионата занял 10-е место в зачёте пилотов с 25 очками.
2 января 2011 появилась информация о том, что Райкконен может завершить карьеру. Его штурман Кай Линдстрём рассказал финской прессе, что Райкконен рассматривает такой вариант после смерти своего отца, однако 10 января Райкконен был зарегистрирован в качестве участника в Ралли Швеции-2011.
Из 11 гонок Райкконен принял участие в 9, его лучшим результатом стало 6-е место в Иордании и Германии.

### 2011
Помимо участия в мировом ралли, Райкконен в 2011 году попробовал себя в NASCAR, приняв участие по одной гонке в двух сериях: Camping World Truck Series и Nationwide Series.
В январе 2011 года появились сообщения, что Райкконен совместно с Себастьяном Лёбом планируют принять участие в марафонской гонке 24 часа Ле-Мана 2011 года. Позднее оба пилота отказались от участия. В августе Райкконен повторил, что имеет интерес к Ле-Ману и принял участие в тестировании прототипа LMP1 Peugeot 908, проехав на испанской трассе Арагон 35 кругов.

### Карьера в «Лотусе»

#### Сезон 2012 года

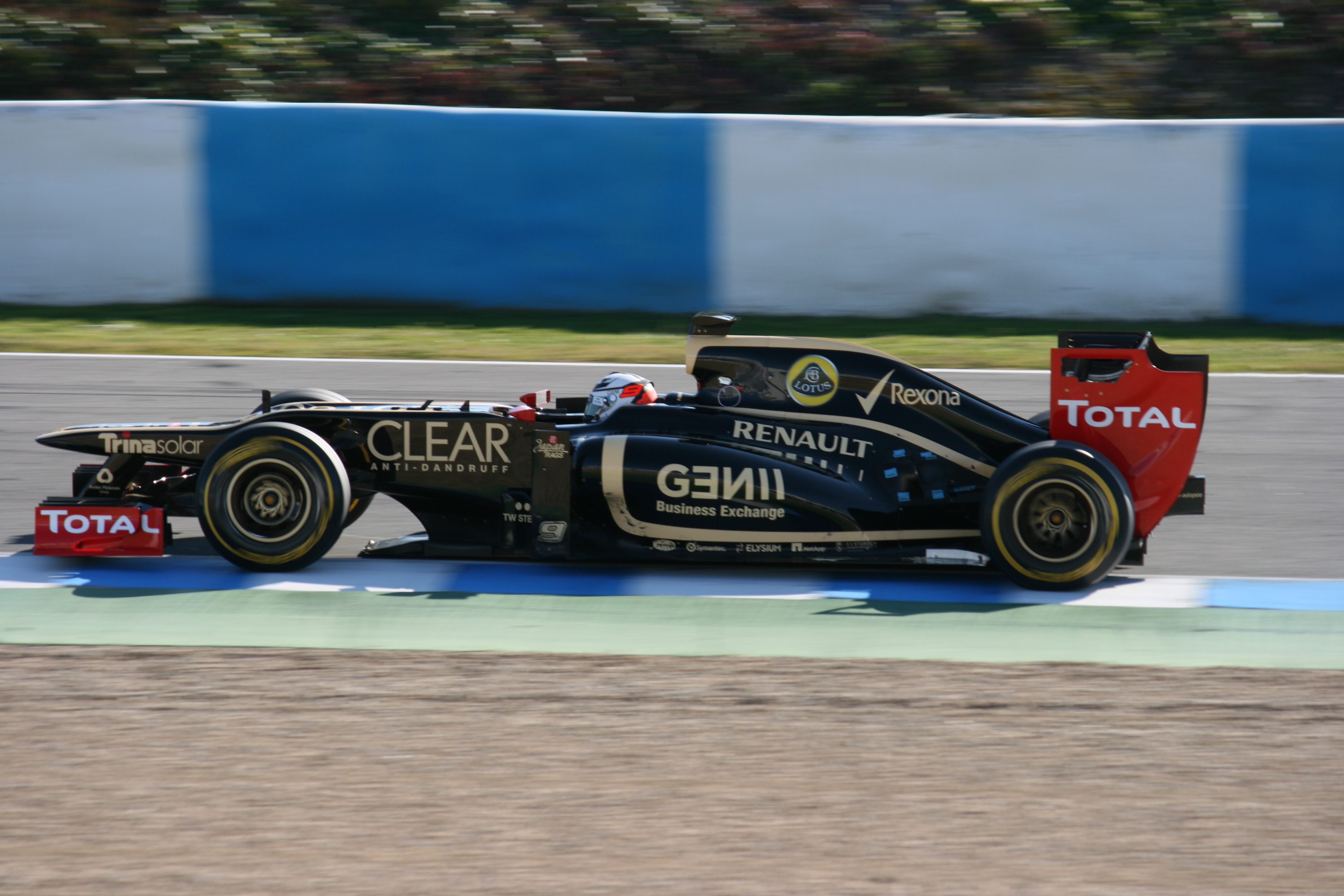
Райкконен пилотирует Лотус Е20 на тестах в Хересе

Конец сезона 2011 года был полон слухов о возвращении Райкконен в Формулу-1 в качестве боевого пилота команды «Williams». Однако переговоры так и не привели к положительному результату. В конце ноября стало известно, что Роберт Кубица не сможет полностью восстановиться после аварии к началу сезона 2012 года. В итоге Райкконен заключил двухлетний контракт с «Lotus» в качестве боевого пилота. Его напарником стал Ромен Грожан, который уже пробовал свои силы в «Формуле-1» в 2009 году.
23—24 января Райкконен провёл индивидуальные тесты за рулём позапрошлогодней машины Renault R30 в Валенсии на демонстрационных шинах Pirelli. После двух лет отсутствия за рулём «Формулы-1» смог показать неплохой темп.
В первой квалификации сезона на Гран-при Австралии Райкконен из-за собственной ошибки и недопонимания со своей командой смог показать лишь 18-е время, но в гонке благодаря хорошему темпу и сходам соперников финишировал на 7 месте, заработав первые очки в сезоне.
На Гран-при Малайзии Райкконен показал в квалификации 5-е время, но из-за штрафа, наложенного после замены коробки передач, стартовал с 10-й позиции. Уверенно выступив в сложных условиях меняющейся погоды, Райкконен финишировал на 5 месте. Кроме того, незадолго до финиша показал самый быстрый круг гонки.
На Гран-при Бахрейна Райкконен занял второе место. На Гран-при Испании занял третье место и уступил пришедшему вторым Фернандо Алонсо всего 0,6 секунды.
На Гран-при Европы Райкконен стартовал пятым, но неплохая способность «Лотуса» беречь резину в жарких условиях, сходы Феттеля и Грожана, а также обгон Хэмилтона позволили ему финишировать вторым. В Сильверстоуне он финишировал 5-м, в Германии 4-м, но из-за штрафа, наложенного после гонки на Себастьяна Феттеля за некорректный обгон, ему досталось третье место. В Венгрии он финишировал 2-м, в Спа третьим, хотя всю гонку жаловался на отсутствие держака. В Монце и Йонаме приехал 5-м, в Сингапуре и Японии 6-м, в Индии 7-м. Первая победа в сезоне пришла в ОАЭ. Райкконен квалифицировался 5-м, но из-за штрафа Себастьяна Феттеля за недовес машины, стартовал 4-м. На старте финн отыграл две позиции, а после схода лидировавшего Льюиса Хэмилтона вышел в лидеры и сдержал догонявшего его Алонсо. В США стартовал 4-м и финишировал 6-м. В Бразилии стартовал 8-м и финишировал 10-м, оказавшись таким образом единственным гонщиком в пелотоне, финишировавшим во всех гонках сезона.

#### Сезон 2013 года

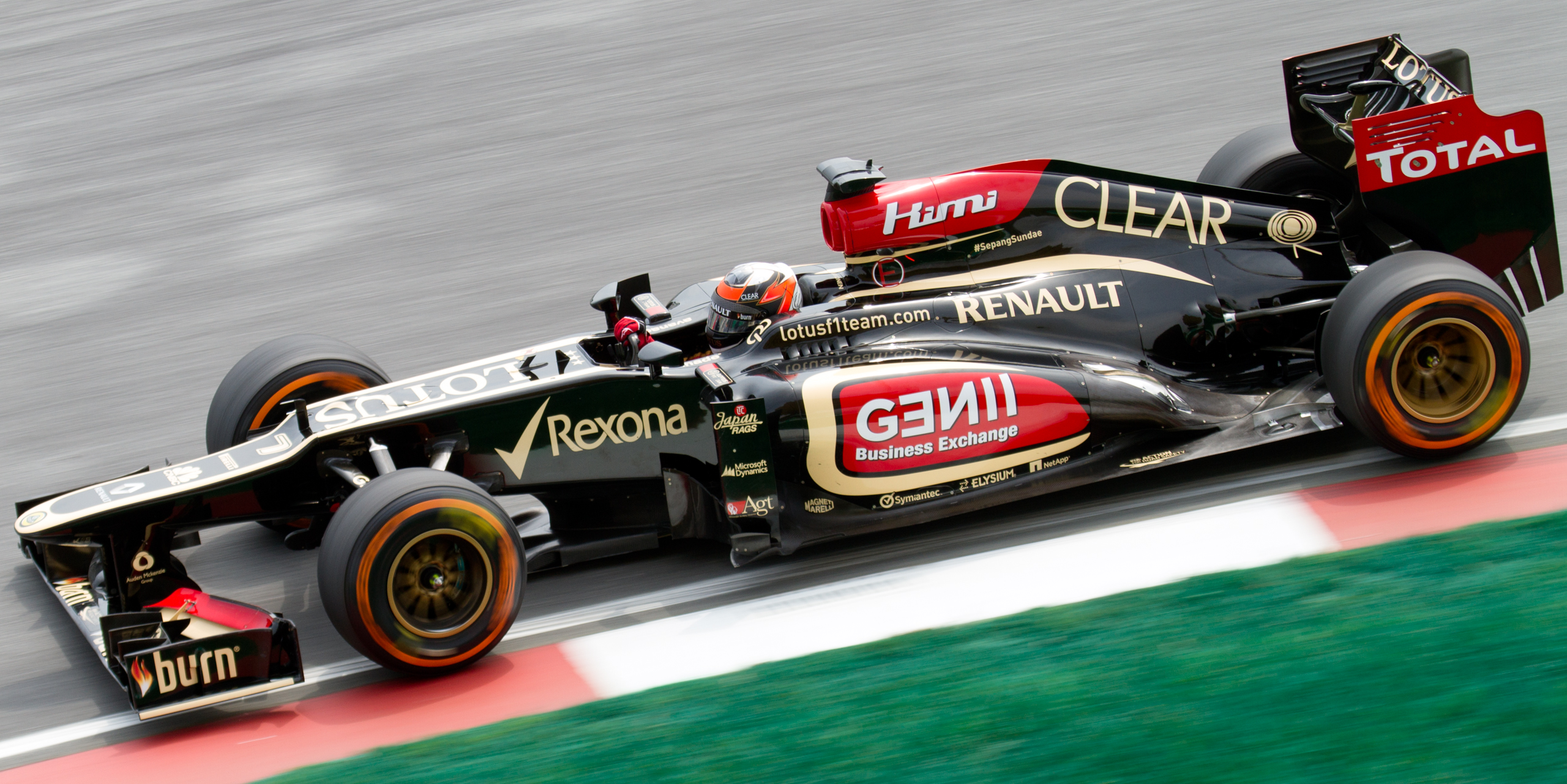
Райкконен на Гран-при Малайзии 2013 года

Райкконен начал сезон с победы на Гран-при Австралии. В квалификации на подсыхающей трассе он показал седьмое время. На старте отыграл две позиции. Позже за счёт двух пит-стопов против трёх у конкурентов он вышел в лидеры и установил быстрейший круг за два круга до конца гонки. Эта победа стала для него двадцатой в карьере. В Малайзии Райкконен квалифицировался 7-м, но был наказан стюардами потерей трёх мест на стартовой решётке за блокировку Нико Росберга. В гонке также финишировал 7-м. В Китае он стартовал и финишировал вторым, в Бахрейне он квалифицировался девятым, но из-за штрафа, наложенного на Льиюса Хэмилтона за смену коробки передач, стартовал восьмым. В гонке он шёл на стратегии двух пит-стопов против трёх у конкурентов. Это позволило ему финишировать вторым вслед за Себастьяном Феттелем. Подиум Гран-при Бахрейна в точности повторил подиум Гран-при Бахрейна 2012, тогда в такой же последовательности финишировали Феттель, Райкконен и Грожан. В Испании, стартовав 4-м, Райкконен использовал тактику трёх пит-стопов против четырёх у основных конкурентов: Алонсо, Массы и Феттеля — это позволило опередить Массу, и за счёт этого он финишировал 2-м. В Монако он квалифицировался 5-м, а в гонке в борьбе с Серхио Пересом проколол заднее левое колесо. Райкконен сменил резину и выехал только шестнадцатым. Но на свежей резине он быстро догнал пелотон и на последних кругах прошёл ван дер Гарде, Чилтона, Гутьерреса, Боттаса, Хюлькенберга и все таки финишировал на десятом месте, заработав одно очко. В Канаде он стартовал 12-м и финишировал 9-м, в Сильверстоуне квалифицировался 9-м, но продвинулся на 8 место, из-за штрафа наложенного на Пола ди Ресту за недовес машины. В гонке финишировал 5-м. На Нюрнбургринге, благодаря обновлениям, Райкконен стартовал 4-м и финишировал 2-м. Причём к последнему кругу догнал лидировавшего Феттеля, но времени на атаку не хватило. В Гран-при Венгрии квалифицировался 6-м и финишировал 2-м, отбив в конце атаки Феттеля. В дождевой квалификации в Спа Райкконен показал 8 время, а в гонке сошёл из-за проблем с тормозами. Это был первый сход Райкконена за всё его время выступления в «Лотусе». В Италии стартовал и финишировал 11-м.
11 сентября 2013 года было объявлено о том, что Райкконен с 2014 года возвращается в «Феррари», подписав с командой двухлетний контракт.
В Сингапуре Райкконен из-за проблем со спиной квалифицировался лишь 13-м, но в гонке из-за меньшего количества пит-стопов прорвался на третье место. В Корее квалифицировался десятым, но из-за штрафа Марка Уэббера стартовал 9-м. В гонке совершил прорыв до 2-го места. В Японии квалифицировался девятым и финишировал на пятом месте. В Индии стартовал 6-м и финишировал 7-м, причём на предпоследнем круге из-за сильного износа шин совершил внеплановый пит-стоп, и на последнем круге на свежей мягкой резине показал быстрейший круг. В Абу-Даби квалифицировался 5-м, но был исключён из протокола и перемещён на последнее место на старте из-за несоответствия регламенту передней части днища. В гонке сошёл уже в первом повороте, повредив рулевое управление после контакта с машиной Гидо ван дер Гарде.
10 ноября стало известно что Райкконен пропустит две последние гонки в США и Бразилии в связи с операцией, которую должны ему провести 14 ноября на спине из-за давних проблем с позвоночником. Сезон Райкконен закончил на итоговом пятом месте.

### Возвращение в «Феррари»

#### Сезон 2014 года

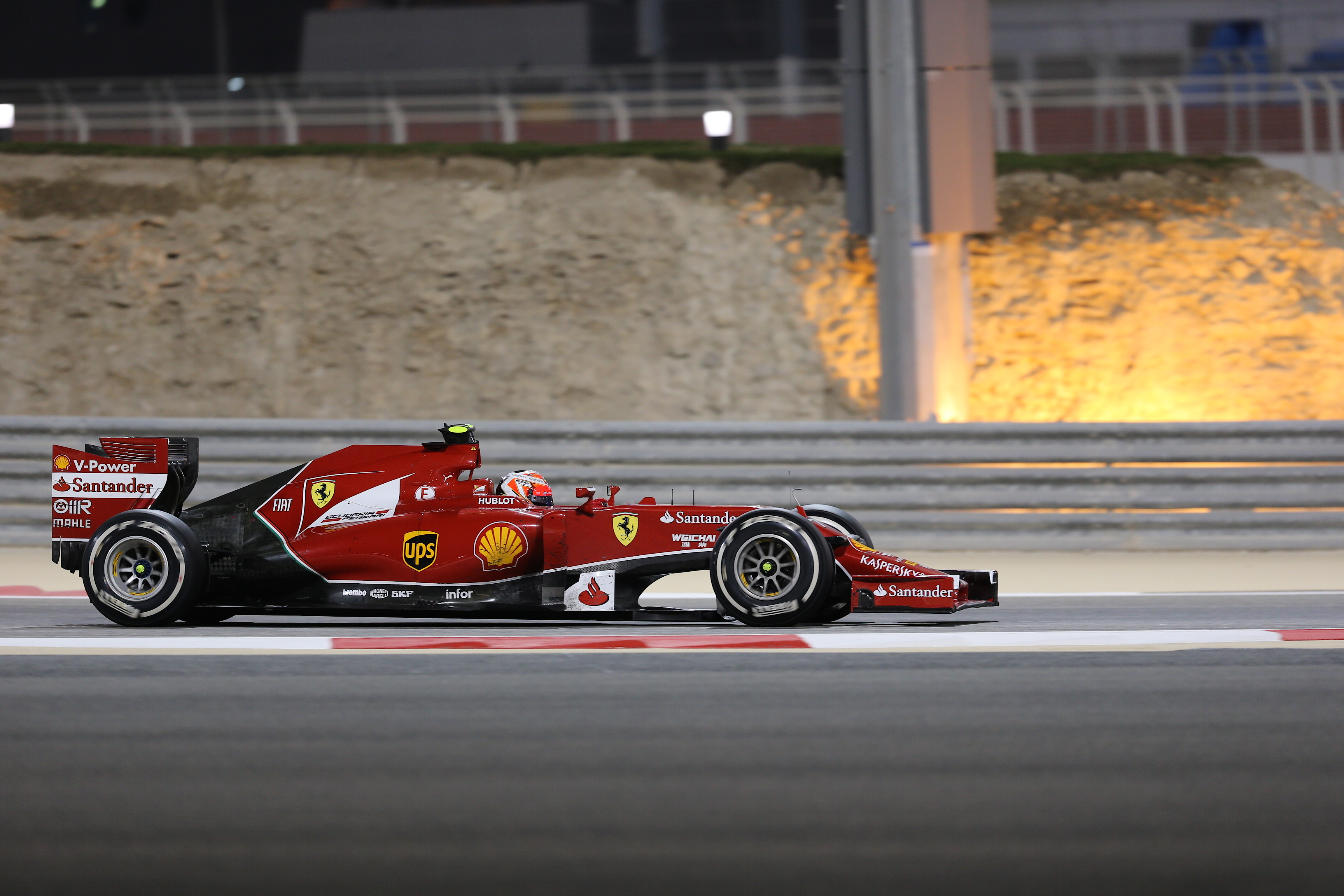
Райкконен на Гран-при Бахрейна 2014 года

В Австралии Райкконен финишировал 8-м, но из-за дисквалификации Даниэля Риккардо поднялся на 7 место. В Малайзии квалифицировался шестым, но гонка оказалась испорчена уже на 2-м круге, когда Кевин Магнуссен в попытке обгона проколол ему заднее правое колесо своим передним антикрылом. Райкконен потерял почти минуту на то, чтобы добраться до своих боксов и в итоге закончил гонку на 12-м месте. Он впервые в сезоне опередил своего напарника Фернандо Алонсо в квалификации Гран-при Бахрейна, показав шестое время. Однако провалил старт и финишировал десятым. В Китае он квалифицировался только одиннадцатым, при том что Алонсо стал пятым. В гонке финишировал восьмым. В Испании опередил Алонсо в квалификации, показав шестое время. Однако в гонке финишировал 7-м, позади Алонсо. В Монако стартовал 6-м. В гонке хорошо стартовал и вышел на третье место после схода Себастьяна Феттеля. Но в дальнейшем по ходу гонки откатился назад из-за прокола колеса, а за пять кругов до финиша столкнулся с Магнуссеном в повороте Fairmont Hotel, уткнувшись в ограждение. Райкконен вынужден был заехать на третий пит-стоп в результате финишировал двенадцатым, на предпоследнем круге показав лучший круг в гонке. Этот лучший круг стал уже 40-м в карьере. В Канаде стартовал и финишировал десятым. В Австрии, где Райкконен провёл уже двухсотый старт в «Формуле-1», финишировал десятым. В Великобритании уже на 1-м круге слишком широко вышел из поворота и, подскочив на кочке, врезался в отбойник. В Германии финишировал 11-м. В первом сегменте квалификации Гран-при Венгрии «Феррари» решила ограничиться одной попыткой на шинах типа «medium» и просчиталась, на последних секундах пилот команды «Marussia» Жюль Бьянки выбил Райкконена из второго сегмента, отодвинув его на 17-е место. В гонке прорвался на 6 место. В Бельгии, стартовав восьмым, финишировал четвёртым, борясь в конце гонки за треть место с Валттери Боттасом. В Италии финишировал 10-м, но-из-за штрафа Магнуссена переместился на 9 место. В Сингапуре стартовал 7-м и финишировал 8-м. В Японии Райкконен стартовал 10-м и финишировал 12-м. На первом в истории Гран-при России квалифицировался девятым, но продвинулся на восьмое место, из-за штрафа наложенного на Магнуссена. В гонке финишировал 9-м. В США он стартовал 8-м, но из-за сильного износа шин финишировал лишь 13-м. В Бразилии финишировал 7-м. В финальной гонке сезона в Абу-Даби стартовал 7-м и финишировал 10-м. Сезон завершил на двенадцатом месте, заработав 55 очков, и впервые с дебютного сезона 2001 ни разу не поднялся на подиум.

#### Сезон 2015 года
Райкконен начал сезон с новым партнёром по команде, четырёхкратным чемпионом мира Себастьяном Феттелем, Фернандо Алонсо перешёл в команду McLaren Honda. Уже на предсезонных тестах было заметно, что «Ferrari» сумела существенно доработать свой двигатель и серьёзно подтянуться к представителям моторов Меrcedes, заводской команде Mercedes AMG Petronas F1 Team и к команде Williams F1 Team.
На Гран-при Австралии Райкконен квалифицировался на пятом месте, всего 3 сотые уступив Феттелю. В гонке сошёл на 41 круге из-за недокрученного на пит-стопе заднего левого колеса. В Малайзии Райкконен квалифицировался 11-м, на старте проколол колесо, но появление на трассе машины безопасности вернуло его в гонку. Райкконен совершил прорыв на 4-е место. В Китае он квалифицировался 6-м и финишировал 4-м, причём после второго пит-стопа Льюиса Хэмилтона вышел в лидеры гонки на один круг, впервые с Германии 2013. В Бахрейне, стартовав четвёртым, финишировал вторым, поднявшись на подиум впервые с Гран-при Кореи 2013 и показал лучший круг в гонке. В Испании финишировал 5-м. В Монако стартовал и финишировал шестым. В Канаде квалифицировался в первой тройке, впервые с Гран-при Китая 2013. В гонке после разворота в повороте Casino пропустил вперёд Валттери Боттаса и финишировал четвёртым, показав лучший круг в гонке. Этот лучший круг стал 42-м в карьере Райкконена, и он вышел по этому показателю на второе место в истории, обойдя Алена Проста. В Шпильберге квалифицировался 14-м, а в гонке сошёл уже на 1-м круге, столкнувшись с Алонсо. В Великобритании квалифицировался 5-м, долго шёл на этой позиции, но затем, когда стал приближаться дождь, команда слишком рано позвала его в боксы, чтобы перейти на промежуточную резину. Он проехал на этой резине 3-4 круга по сухой трассе, прежде чем пошёл дождь. Ситуация напоминала Малайзию 2009. Когда дождь всё же пошёл, резина Райкконена оказалась убита. Итог — ещё один пит-стоп и 8-е место на финише. В Венгрии квалифицировался 5-м, на старте вырвался на 2 место и долго на нём шёл, пока из-за проблем с кинетическим генератором силовой установки не сошёл с дистанции за 15 кругов до финиша. Перед Гран-при Бельгии «Феррари» объявила о продлении контракта с Райкконеном на сезон 2016. Стартовав в гонке с шестнадцатого места, из-за проблем с давлением масла и коробкой передач в квалификации, поднялся на финише до седьмого. В Италии смог квалифицироваться на первом ряду, впервые с Гран-при Китая 2013. На старте откатился на последнее место, из-за проблем со сцеплением, но прорвался по ходу гонки на пятое место. В Сингапуре показал третье время в квалификации, а Феттель завоевал первый поул-позишн для «Ferrari» с Германии. В гонке оба финишировали на тех же позициях, на которых и стартовали. В Японии стартовал 6-м и финишировал 4-м. В России квалифицировался 5-м. На старте отыграл 2 позиции. После 2-го рестарта, вызванного машинами безопасности снова откатился на 5-е место. Позже вместе с Боттасом прорвался на 4-е — 5-е места. За два круга до финиша оба прошли шедшего третьим Серхио Переса, а на последнем круге Райкконен попытался атаковать Боттаса в борьбе за подиум, но перетормозил и выбил соотечественника, повредив себе подвеску. В итоге Райкконен финишировал лишь 5-м, пропустив обратно Переса и Фелипе Массу. Однако после гонки стюарды признали его виновным в инциденте и прибавили к итоговому протоколу гонки 30 секунд, что отбросило Райкконена на 8-е место. В США квалифицировался 8-м, но из-за штрафа за замену двигателя стартовал 18-м. В гонке сошёл из-за проблем с тормозами. В Мексике из-за проблем с двигателем и коробкой передач стартовал 19-м, а в гонке сошёл с дистанции после столкновения с Боттасом. В Бразилии стартовал и финишировал четвёртым. В Абу-Даби квалифицировался и финишировал на третьей позиции. Все свои три подиума в сезоне 2015 (Бахрейн, Сингапур, Абу-Даби) Райкконен завоевал в гонках, проходящих при искусственном освещении. Сезон завершил на четвёртом месте, заработав 150 очков.

#### Сезон 2016 года
На Гран-при Австралии Райкконен квалифицировался на четвёртом месте, в гонке сошёл из-за перегрева турбоблока. В Бахрейне квалифицировался четвёртым, на старте гонки потерял пару позиций, но затем смог прорваться наверх и финишировал вторым. Этот подиум стал для него уже восьмым на автодроме Сахир. В квалификации Гран-при Китая занял третье место, опередив напарника. На первом круге гонки его машину зацепил Себастьян Феттель, и в результате Райкконен сломал переднее антикрыло о машину Даниила Квята. Затем смог прорваться наверх и финишировал на пятой позиции. На Гран-при России квалифицировался на четвёртом месте, но стартовал третьим после штрафа Феттеля и финишировал третьим. Этот подиум стал 700-м для «Феррари». В Испании квалифицировался пятым, на старте пропустил вперёд Феттеля и Карлоса Сайнса. В третьем повороте столкнулись и выбыли из гонки гонщики «Мерседеса», в результате чего лидерство захватили пилоты команды «Ред Булл». Райкконен за счёт тактики двух пит-стопов сумел опередить Феттеля и Риккардо и на протяжении последних пятнадцати кругов преследовал вплотную лидирующего Макса Ферстаппена. Но 18-летний Ферстаппен сенсационно выиграл Гран-при Испании, а Райкконен финишировал на второй позиции, уступив ему всего 0,6 секунды. В Монако стартовал с 11-го места, однако сошёл по ходу гонки. В Канаде стартовал и финишировал на шестом месте. На Гран-при Европы в Азербайджане стартовал пятым и финишировал четвёртым. По ходу гонки получил пятисекундный штраф за пересечение белой линии при заезде на пит-лейн.
В Австрии квалифицировался шестым, но после штрафов Феттеля и Росберга стартовал четвёртым. В гонке, использовав тактику более позднего пит-стопа, имел в конце более свежие шины чем у конкурентов. Это позволило ему обогнать на последних кругах Риккардо и догнать идущего третьим Ферстаппена. На 71 круге произошёл контакт между лидирующими «Мерседесами», в результате чего Росберг пропустил вперёд Ферстаппена и Райкконена, которые финишировали на втором и третьим местах. После гонки Райкконен отметил, что жёлтые флаги на втором секторе последнего круга помешали ему совершить обгон Ферстаппена. Перед Гран-при Великобритании «Феррари» объявила о продлении контракта Райкконеном на 2017 год. В гонке стартовал и финишировал пятым. Квалификация Гран-при Венгрии несколько раз прерывалась красными флагами из-за дождя и аварий. Во втором сегменте Райкконен слишком рано закончил свой круг, который хоть и был лучшим, но на подсыхающей трассе каждое новое улучшение времён других пилотов отбрасывало финна назад. В гонке с 14 места прорвался до шестого, атаковав Ферстаппена на последних кругах в борьбе за пятое место. Показал лучший круг в гонке. В Германии «Феррари» уступала в темпе не только «Мерседесам», но и команде Red Bull Racing. Райкконен квалифицировался на пятом месте, а в гонке финишировал шестым. В Бельгии квалифицировался третьим. На старте гонки в шпильке La Source произошла авария между Райкконеном, Феттелем и Ферстаппеном, в результате которой Райкконен, получив прокол переднего колеса, повреждение переднего крыла и днища, вынужден был семь километров медленно возвращаться в боксы. На пит-стопе возникли проблемы со сменой переднего крыла. Райкконен выехал в итоге в круге от лидера, но сейфти-кар и последующая остановка гонки, вызванная серьёзной аварией Кевина Магнуссена позволили ему вернуться в борьбу. В итоге Райкконен финишировал девятым. В Италии стартовал и финишировал четвёртым. В Сингапуре стартовал пятым и финишировал четвёртым, сразившись за нижнюю ступеньку подиума с Льюисом Хэмилтоном. В Малайзии стартовал шестым и финишировал четвёртым. В Японии квалифицировался третьим, но из-за внеплановой смены коробки передач стартовал 8-м. В гонке финишировал пятым. В Остине квалифицировался пятым, в гонке же во время планового пит-стопа заднее колесо было не закручено, и команда вынуждена была попросить Райкконена остановить машину на выезде с пит-лейна. В Мексике стартовал и финишировал шестым. Это был уже 250-й старт в карьере Райкконена. В Бразилии квалифицировался третьим. В гонке, проходившей под дождём, зацепил скользкую обочину и разбил машину на стартовой прямой. В Абу-Даби квалифицировался четвёртым и таким образом опередил по итогам сезона в квалификациях своего напарника Феттеля со счётом 11—10. В гонке финишировал шестым. Сезон завершил на шестом месте, заработав 186 очков и четыре раза поднявшись на подиум: два вторых места (в Бахрейне и Испании) и два третьих (в России и Австрии).

#### Сезон 2017 года
Предсезонные тесты, проходившие в Барселоне, Райкконен завершил с итоговым лучшим временем. В Австралии Райкконен стартовал и финишировал четвёртым, также он отмечал, что не был доволен поведением машины во время квалификации и в первой половине гонки. Ближе к концу гонки смог взвинтить темп и показал лучший круг в гонке. В гонке Китае стартовал четвёртым и финишировал пятым. В квалификации Гран-при Бахрейна показал пятый результат. На старте воскресного заезда потерял пару позиций, за счёт обгонов и тактики смог отыграть их обратно, но на борьбу за подиум времени уже не хватило. В Сочи едва не взял поул, уступив Феттелю менее шести сотых секунды. Впервые за долгое время с Гран-при Франции 2008 "Феррари" заняла первый ряд. На старте гонки обоих пилотов «Феррари» обогнал Боттас, который и одержал победу, а Райкконен под конец гонки показал лучший круг и завоевал свой первый подиум в сезоне-2017. В Испании стартовал четвёртым, но в гонке сошёл уже в первом повороте, столкнувшись с Максом Ферстаппеном. В Монако завоевал первый с Гран-при Франции 2008 года поул. В гонке же после чуть более раннего пит-стопа уступил лидерство Себастьяну Феттелю и финишировал вторым. В  Канаде финишировал 7-м. В Великобритании квалифицировался вторым и сохранял позицию по ходу дистанции. Но на за три круга до финиша одна из покрышек начала расслаиваться, и Кими вынужден был заехать на пит-лейн, потеряв две позиции. И лишь благодаря аналогичной проблеме у напарника, возникшей уже на последнем круге, Кими  все же сумел подняться на нижнюю ступеньку подиума, вслед за Валттери Боттасом. В Венгрии вновь стартовал с первого ряда и в гонке шёл вторым. В определённый момент у лидирующего Себастьяна Феттеля начались проблемы с управляемостью. За счет потери темпа у напарника Кими подъехал вплотную к Себастьяну и попросил по радио у команды дать разрешение на обгон соперника, потому что по словам Кими, он мог ехать намного быстрее. Но команда попросила  сохранить позиции, объясняя это тем, что Себастьян даст ДРС Райкконену, чтобы позадиидущие не могли совершить обгон. По итогу Кими так и финишировал вторым, обеспечив  второй дубль Феррари в сезоне.
Завершил сезон на 4-м месте, набрав 205 очков, поднялся 7 раз на подиум и завоевал свой первый с 2008 года поул.

#### Сезон 2018 года
Квалифицировался на первом ряду в Мельбурне и финишировал на третьей позиции. Уик-энд в Бахрейне начал с лучшего времени в пятницу и лучшего времени в третьей части тренировок в субботу с утра. В квалификации попал в трафик и не смог улучшить в финальной попытке своё время, уступив времени поула Себастьяна Феттеля 0,143 секунды. В гонке на первых же метрах дистанции уступил второе место Валттери Боттасу, а во время второго пит-стопа на 36 круге, ему по ошибке дали сигнал к старту в тот момент, когда механики ещё меняли заднее левое колесо, в результате этого Райкконен стартовал и задел механика, и его тут же попросили по радио остановить машину на пит-лейн.
В Китае вновь квалифицировался вторым. В гонке финишировал третьим, сразу позади «Мерседеса» Валттери Боттаса.
В Баку шёл к поул-позиции после двух секторов на решающем круге, но ошибся при выходе на длинную стартовую прямую, растеряв все преимущество, показал лишь 6-е время. На первом круге гонки, в четвёртом повороте, его атаковал Эстебан Окон, места в повороте не хватило и Райкконен отправил машину «Форс Индии» в отбойник, повредив себе также переднее крыло. Дальше его ждал долгий отрезок на шинах Soft, которые в прохладных условиях не слишком хорошо работали, и Райкконен постепенно отставал от прямых конкурентов. Но ближе к концу гонки столкнулись между собой пилоты «Ред Булл», и это вывело Райкконена на 4-е место. На трассу выехал автомобиль безопасности, все лидеры, в том числе и Райкконен заехали за свежим комлектом Ultrasoft, а на рестарте, в первом повороте, Себастьян Феттель атаковал за лидерство Валттери Боттаса, но промахнулся на торможении, подпортил свои шины и пропустил вперёд Кими и Льюиса. Там же, при приближении к первому повороту в то же время, Райкконен смог поравняться по внешней траектории с Льюисом Хэмилтоном, и как оказалось в дальнейшем, это была борьба за победу в гонке, потому как кругом спустя у лидирующего Валттери Боттаса прямо на стартовой прямой произошёл прокол колеса. В итоге Райкконен финишировал вторым вслед за Хэмилтоном.
В Испании стартовал четвёртым, но на 26-м круге резко потерял мощность из-за отошедшей клеммы проводки.
В Монако стартовал и финишировал четвёртым. В Канаде стартовал пятым и финишировал шестым. Во Франции стартовал шестым, но из-за аварии в первом повороте между Феттелем и Боттасом потерял пару позиций, однако смог их отыграть и вышел на четвёртое место. Позже долгий отрезок на шинах Ultrasoft с хорошим темпом позволил не только выехать после пит-стопа сразу позади Феттеля, которого Райкконен вскоре прошёл за счёт более свежей резины, но и всего в нескольких секундах от третьего места Даниэля Риккардо, которого Райкконен смог обогнать на последних кругах и финишировал третьим.
В Австрии квалифицировался четвёртым, но стартовал третьим из-за штрафа в три позиции, наложенного на Себастьяна Феттеля, и смог поровняться в первом повороте с двумя «Мерседесами», но затем его контратаковал Боттас, а через пару кругов его обогнали и Риккардо и Ферстаппен даже с контактом колёсами. После пит-стопа за счёт более аккуратной работы с резиной Райкконен смог вернуть позицию у Даниэля Риккардо, а сходы впереди идущих Хэмилтона и Боттаса вывели его на второе место в гонке. На чуть более свежей резине Райкконен догонял лидирующего Ферстаппена и уступил ему на финише всего одну секунду, показав на самом последнем круге быстрейшее время.
В Италии взял поул-позицию, установив новый абсолютный рекорд трассы и проехав быстрейший круг в истории «Формулы-1» — средняя скорость составляла 263,587 км/ч.
В Сингапуре и Японии финишировал пятым, в Сочи — четвёртым.
В октябре выиграл 18-й этап чемпионата — Гран-при США. Эта победа стала для него первой спустя более чем 5 лет, прошедших с победы в Гран-при Австралии 2013 года.

#### Сезон 2019 года
В сентябре 2018 года «Sauber» официально подтвердили контракт с Райкконеном на сезон 2019 года. 25 сентября команда объявила, что напарником станет итальянец Антонио Джовинацци.
1 февраля 2019 года команда «Sauber» была переименована в «Alfa Romeo Racing».
18 февраля 2019 «Alfa Romeo» представила новую машину перед началом первого дня зимних тестов в Барселоне. Перед этим команда провела обкатку машины во Фьорано — Кими Райкконен первым опробовал новую С38.
В квалификации Райкконен регулярно выходил в финальную часть квалификации, трижды стартовав девятым. В четырёх первых этапах финишировал во второй половине очковой зоны. С началом европейской серии этапов скорость «Альфы Ромео» относительно конкурентов заметно упала, следствием чего оказалась серия финишей Райкконена в середине второй десятки. После обновлений машины, подготовленных к этапу на «Поль-Рикаре», результаты вновь улучшились, удалось ещё четырежды финишировать в очках, два раза повторив лучший результат сезона — 7-е место, во Франции и Венгрии. В квалификации Гран-при Германии 2019 года Райкконен показал лучший результат в сезоне — пятое место, которое после штрафов соперников превратилось в шестое. В дальнейшем результаты вновь ухудшились, последовала серия безочковых финишей — но за этап до окончания сезона, на хаотичном Гран-при Бразилии удалось воспользоваться моментом и занять лучшее место в сезоне, остановившись на 4-м месте, причем в момент рестарта ему  удалось поравняться с Карлосом Сайнсом, но из-за того, что Кими все же был на внешней траектории, ему пришлось уступить в этой борьбе, которая из-за штрафа, позже наложенного на Льюиса Хэмилтона,велась немного ни мало за подиум в этой гонке.

#### Сезоны 2020—2021 годов
Райкконен продолжил выступление в 2020 в команде «Альфа Ромео» вместе с Джовинацци. Новый автомобиль оказался хуже предыдущего. Максимальный результат Райкконена за сезон — два девятых места.
В следующем году в первой гонке сезона-2021 в Бахрейне Райкконен финишировал 11-м, а в Имоле приехал девятым, на последних кругах сдержав несколько более быстрых машин, но после гонки получил 30-секундный штраф за нарушение порядка очередности следования за машиной безопасности. В первой половине сезона набрал два очка. В Гран-при Португалии на втором круге задел машину Джовинацци и со сломанной подвеской выбыл из гонки. Из-за положительного теста на Covid-19 вынужден был пропустить две гонки: Гран-при Нидерландов и Гран-при Италии; вернувшись на Гран-при России, финишировал восьмым.
1 сентября 2021 года объявил о завершении гоночной карьеры по окончании текущего сезона. В последней гонке сезона команда разместила на его болиде надпись: «Dear Kimi! We will leave you alone now!» — «Дорогой Кими! Теперь мы оставим тебя в покое!», что было отсылом к знаменитой фразе, сказанной им по радио своей команде в одной из гонок.

## Команда «Формулы-3»
В 2004 году Кими Райкконен вместе со спортивным менеджером Стивом Робертсоном основал гоночную команду «Райкконен Робертсон Рейсинг», которая стала выступать в чемпионате «Формулы-3» с 2005 года. Команда базируется в английском Уокинге, в непосредственной близости от «Макларена». В 2005 и 2006 году одним из пилотов этой команды был Бруно Сенна, племянник Айртона Сенны.
В сезоне 2006 года пилот команды Майк Конвей выиграл чемпионат британской «Формулы-3», победив при этом также в самом престижном Гран-при Монако.
По итогам 22-х этапов сезона 2008 года пилот команды Атте Мустонен занял 6-е место в классе international, имея в зачёте 138 очков и одну победу.

## Характер и личная жизнь
Кими Райкконен считается очень спокойным и невозмутимым гонщиком, который точно просчитывает стратегию и тактику гонки. За эти качества он получил прозвище «ледяной человек» (The Iceman). Некоторые журналисты сравнивали его стиль пилотирования со стилем Ники Лауды.
Считается также, что Райкконен очень любит поспать, так что его приходится будить перед гонками. Ходили слухи, что за 30 минут перед своим первым Гран-при в Формуле-1 Райкконен ещё спал. Подтвердил эти факты, когда участвовал в последнем эпизоде 18 сезона передачи Top Gear в качестве приглашённой звезды.
Кроме гонок, увлекается хоккеем. Любит кататься на велосипеде и сноуборде. Увлекается гонками на снежных мотоциклах.
С 2004 по 2013 годы Райкконен был женат на финской модели Енни Дальман. С ней жил в особняке площадью 526 м² на острове Каскисаари на окраине Хельсинки, купленном в 2000-х годах за 9,5 млн евро.
Помимо особняка в столице Финляндии у Райкконена есть вилла с видом на море на острове Пхукет (Таиланд) и пентхаус с историческими интерьерами в центре Хельсинки — в так называемом «Каменном дворце» (Kivipalatsi), построенном в 1896 году архитектором Флорентином Гранхольмом. В апреле 2014 года стало известно, что Райкконен заплатил за пентхаус около 3 млн евро, а на реставрацию потратил ещё около 2 млн евро.
7 августа 2016 года Кими Райкконен женился на Минтту Виртанен. 27 января 2015 года у них родился сын Робин. 16 мая 2017 года родилась дочь Рианна Анджелия Милана.

## Статистика
| Сезон | Серия                        | Команда                       | Старты | Победы | Поулы | БК | Подиумы | Очки | Место |
| ----- | ---------------------------- | ----------------------------- | ------ | ------ | ----- | -- | ------- | ---- | ----- |
| 1999  | Формула-Форд                 | ?                             | 2      | ?      | ?     | ?  | ?       | ?    | 5     |
| 1999  | Формула-Форд                 | Continental Racing Van Diemen | 1      | 0      | 0     | 0  | 0       | Н/Д  | НК    |
| 1999  | Британская Формула-Рено 2000 | Manor Motorsport              | 4      | 4      | ?     | 0  | 0       | ?    | 1     |
| 1999  | Британская Формула-Рено 2000 | Haywood Racing                | 4      | 0      | 0     | 0  | 0       | ?    | ?     |
| 2000  | Формула-Рено 2.0             | ?                             | 2      | 2      | 2     | 0  | 0       | 62   | 7     |
| 2000  | Formula Renault 2000 UK      | Manor Motorsport              | 10     | 7      | 0     | 0  | 6       | 316  | 1     |
| 2001  | Формула-1                    | Red Bull Sauber Petronas      | 17     | 0      | 0     | 0  | 0       | 9    | 10    |
| 2002  | Формула-1                    | West McLaren Mercedes         | 17     | 0      | 0     | 1  | 4       | 24   | 6     |
| 2003  | Формула-1                    | West McLaren Mercedes         | 16     | 1      | 2     | 3  | 10      | 91   | 2     |
| 2004  | Формула-1                    | West McLaren Mercedes         | 18     | 1      | 1     | 2  | 4       | 45   | 7     |
| 2005  | Формула-1                    | West McLaren Mercedes         | 19     | 7      | 5     | 10 | 12      | 112  | 2     |
| 2006  | Формула-1                    | Team McLaren Mercedes         | 18     | 0      | 3     | 3  | 6       | 65   | 5     |
| 2007  | Формула-1                    | Scuderia Ferrari Marlboro     | 17     | 6      | 3     | 6  | 12      | 110  | 1     |
| 2008  | Формула-1                    | Scuderia Ferrari              | 18     | 2      | 2     | 10 | 9       | 75   | 3     |
| 2009  | Формула-1                    | Scuderia Ferrari              | 17     | 1      | 0     | 0  | 5       | 48   | 6     |
| 2010  | WRC                          | Citroen Junior Team           | 6      | 0      | -     | 0  | 0       | 25   | 10    |
| 2011  | WRC                          | ICE 1 Racing                  | 6      | 0      | 0     | 0  | 0       | 34   | 10    |
| 2012  | Формула-1                    | Lotus F1 Team                 | 20     | 1      | 0     | 1  | 7       | 207  | 3     |
| 2013  | Формула-1                    | Lotus F1 Team                 | 17     | 1      | 0     | 2  | 8       | 183  | 5     |
| 2014  | Формула-1                    | Scuderia Ferrari              | 19     | 0      | 0     | 1  | 0       | 55   | 12    |
| 2015  | Формула-1                    | Scuderia Ferrari              | 19     | 0      | 0     | 2  | 3       | 150  | 4     |
| 2016  | Формула-1                    | Scuderia Ferrari              | 21     | 0      | 0     | 1  | 4       | 178  | 6     |
| 2017  | Формула-1                    | Scuderia Ferrari              | 20     | 0      | 1     | 0  | 7       | 205  | 4     |
| 2018  | Формула-1                    | Scuderia Ferrari              | 18     | 1      | 1     | 1  | 12      | 221  | 3     |
| 2019  | Формула-1                    | Alfa Romeo Racing-Ferrari     | 21     | 0      | 0     | 0  | 0       | 43   | 12    |
| 2020  | Формула-1                    | Alfa Romeo Racing-Ferrari     | 17     | 0      | 0     | 0  | 0       | 4    | 16    |
| 2021  | Формула-1                    | Alfa Romeo Racing-Ferrari     | 20     | 0      | 0     | 0  | 0       | 10   | 16    |

## Результаты выступлений в Формуле-1
| Легенда к таблице |                                                                    |
| --- | ------------------------------------------------------------------ |
| В таблице перечислены результаты всех Гран-при Формулы-1, в которых принимал участие гонщик. Строками таблицы являются сезоны, столбцами — этапы чемпионата мира. В каждой клетке указаны сокращённое название этапа и результат, дополнительно обозначенный цветом. Расшифровка обозначений и цветов представлена в нижеследующей таблице. |                                                                    |
| \| Пример \| Описание \| \| ------------ \| ------------------------------------------------------------------ \| \| 1 \| Победитель \| \| 2 \| Второе место \| \| 3 \| Третье место \| \| 5 \| Финишировал, заработав очки \| \| Сход \| Не финишировал, но при этом заработал очки \| \| 12 \| Финишировал, не получив очков \| \| НКЛ \| Финишировал, но не попал в финальную классификацию \| \| 15 \| Участвовал вне зачёта, либо по отдельной классификации \| \| 18 \| Не финишировал, но попал в финальную классификацию \| \| Сход \| Не финишировал \| \| НКВ \| Не прошёл квалификацию \| \| НПКВ \| Не прошёл предквалификацию \| \| ДСК \| Дисквалифицирован \| \| ИСК \| Исключён из протокола соревнований \| \| ТТ \| Заявлен для участия только в тренировках \| \| НС \| Участвовал в квалификации, но не стартовал в гонке \| \| Т \| Травмирован или болен \| \| ОТК \| Отказ от участия \| \| НТР \| Прибыл на соревнования, но на трассу не выезжал \| \| НПР \| Был заявлен в числе участников, но не прибыл к началу соревнований \| \| О \| Соревнования отменены \| \| \| Не участвовал \| \| Поул-позиция \| \| \| Быстрый круг \| \| |                                                                    |
| Пример | Описание                                                           |
| 1 | Победитель                                                         |
| 2 | Второе место                                                       |
| 3 | Третье место                                                       |
| 5 | Финишировал, заработав очки                                        |
| Сход | Не финишировал, но при этом заработал очки                         |
| 12 | Финишировал, не получив очков                                      |
| НКЛ | Финишировал, но не попал в финальную классификацию                 |
| 15 | Участвовал вне зачёта, либо по отдельной классификации             |
| 18 | Не финишировал, но попал в финальную классификацию                 |
| Сход | Не финишировал                                                     |
| НКВ | Не прошёл квалификацию                                             |
| НПКВ | Не прошёл предквалификацию                                         |
| ДСК | Дисквалифицирован                                                  |
| ИСК | Исключён из протокола соревнований                                 |
| ТТ | Заявлен для участия только в тренировках                           |
| НС | Участвовал в квалификации, но не стартовал в гонке                 |
| Т | Травмирован или болен                                              |
| ОТК | Отказ от участия                                                   |
| НТР | Прибыл на соревнования, но на трассу не выезжал                    |
| НПР | Был заявлен в числе участников, но не прибыл к началу соревнований |
| О | Соревнования отменены                                              |
| | Не участвовал                                                      |
| Поул-позиция |                                                                    |
| Быстрый круг |                                                                    |

| Сезон | Команда                   | Шасси                 | Двигатель                  | Ш | 1        | 2        | 3        | 4        | 5        | 6        | 7        | 8        | 9        | 10       | 11       | 12       | 13       | 14       | 15       | 16       | 17       | 18       | 19     | 20       | 21       | 22       | Место | Очки |
| ----- | ------------------------- | --------------------- | -------------------------- | - | -------- | -------- | -------- | -------- | -------- | -------- | -------- | -------- | -------- | -------- | -------- | -------- | -------- | -------- | -------- | -------- | -------- | -------- | ------ | -------- | -------- | -------- | ----- | ---- |
| 2001  | Red Bull Sauber Petronas  | Sauber C20            | Petronas 01A 3,0 V10       | B | АВС 6    | МАЛ Сход | БРА Сход | САН Сход | ИСП 8    | АВТ 4    | МОН 10   | КАН 4    | ЕВР 10   | ФРА 7    | ВЕЛ 5    | ГЕР Сход | ВЕН 7    | БЕЛ НС   | ИТА 7    | США Сход | ЯПО Сход |          |        |          |          |          | 10    | 9    |
| 2002  | West McLaren Mercedes     | McLaren MP4-17        | Mercedes FO 110M 3,0 V10   | M | АВС 3    | МАЛ Сход | БРА 12   | САН Сход | ИСП Сход | АВТ Сход | МОН Сход | КАН 4    | ЕВР 3    | ВЕЛ Сход | ФРА 2    | ГЕР Сход | ВЕН 4    | БЕЛ Сход | ИТА Сход | США Сход | ЯПО 3    |          |        |          |          |          | 6     | 24   |
| 2003  | West McLaren Mercedes     | McLaren MP4-17D       | Mercedes FO 110M/P 3,0 V10 | M | АВС 3    | МАЛ 1    | БРА 2    | САН 2    | ИСП Сход | АВТ 2    | МОН 2    | КАН 6    | ЕВР Сход | ФРА 4    | ВЕЛ 3    | ГЕР Сход | ВЕН 2    | ИТА 4    | США 2    | ЯПО 2    |          |          |        |          |          |          | 2     | 91   |
| 2004  | West McLaren Mercedes     | McLaren MP4-19        | Mercedes FO 110Q 3,0 V10   | M | АВС Сход | МАЛ Сход | БАХ Сход | САН 8    | ИСП 11   | МОН Сход | ЕВР Сход | КАН 5    | США 6    |          |          |          |          |          |          |          |          |          |        |          |          |          | 7     | 45   |
| 2004  | West McLaren Mercedes     | McLaren MP4-19B       | Mercedes FO 110Q 3,0 V10   | M |          |          |          |          |          |          |          |          |          | ФРА 7    | ВЕЛ 2    | ГЕР Сход | ВЕН Сход | БЕЛ 1    | ИТА Сход | КИТ 3    | ЯПО 6    | БРА 2    |        |          |          |          | 7     | 45   |
| 2005  | West McLaren Mercedes     | McLaren MP4-20        | Mercedes FO 110R 3,0 V10   | M | АВС 8    | МАЛ 9    | БАХ 3    | САН Сход | ИСП 1    | МОН 1    | ЕВР 11   | КАН 1    | США НС   | ФРА 2    | ВЕЛ 3    | ГЕР Сход | ВЕН 1    | ТУР 1    | ИТА 4    | БЕЛ 1    | БРА 2    | ЯПО 1    | КИТ 2  |          |          |          | 2     | 112  |
| 2006  | McLaren Mercedes          | McLaren MP4-21        | Mercedes FO 108S 2,4 V8    | M | БАХ 3    | МАЛ Сход | АВС 2    | САН 5    | ЕВР 4    | ИСП 5    | МОН Сход | ВЕЛ 3    | КАН 3    | США Сход | ФРА 5    | ГЕР 3    | ВЕН Сход | ТУР Сход | ИТА 2    | КИТ Сход | ЯПО 5    | БРА 5    |        |          |          |          | 5     | 65   |
| 2007  | Scuderia Ferrari Marlboro | Ferrari F2007         | Ferrari 056 2,4 V8         | B | АВС 1    | МАЛ 3    | БАХ 3    | ИСП Сход | МОН 8    | КАН 5    | США 4    | ФРА 1    | ВЕЛ 1    | ЕВР Сход | ВЕН 2    | ТУР 2    | ИТА 3    | БЕЛ 1    | ЯПО 3    | КИТ 1    | БРА 1    |          |        |          |          |          | 1     | 110  |
| 2008  | Scuderia Ferrari Marlboro | Ferrari F2008         | Ferrari 056 2,4 V8         | B | АВС 8    | МАЛ 1    | БАХ 2    | ИСП 1    | ТУР 3    | МОН 9    | КАН Сход | ФРА 2    | ВЕЛ 4    | ГЕР 6    | ВЕН 3    | ЕВР Сход | БЕЛ 18   | ИТА 9    | СИН 15   | ЯПО 3    | КИТ 3    | БРА 3    |        |          |          |          | 3     | 75   |
| 2009  | Scuderia Ferrari Marlboro | Ferrari F60           | Ferrari 056 2,4 V8         | B | АВС 15   | МАЛ 14   | КИТ 10   | БАХ 6    | ИСП Сход | МОН 3    | ТУР 9    | ВЕЛ 8    | ГЕР Сход | ВЕН 2    | ЕВР 3    | БЕЛ 1    | ИТА 3    | СИН 10   | ЯПО 4    | БРА 6    | АБУ 12   |          |        |          |          |          | 6     | 48   |
| 2012  | Lotus F1 Team             | Lotus E20             | Renault RS27 2,4 V8        | P | АВС 7    | МАЛ 5    | КИТ 14   | БАХ 2    | ИСП 3    | МОН 9    | КАН 8    | ЕВР 2    | ВЕЛ 5    | ГЕР 3    | ВЕН 2    | БЕЛ 3    | ИТА 5    | СИН 6    | ЯПО 6    | КОР 5    | ИНД 7    | АБУ 1    | США 6  | БРА 10   |          |          | 3     | 207  |
| 2013  | Lotus F1 Team             | Lotus E21             | Renault RS27 2,4 V8        | P | АВС 1    | МАЛ 7    | КИТ 2    | БАХ 2    | ИСП 2    | МОН 10   | КАН 9    | ВЕЛ 5    | ГЕР 2    | ВЕН 2    | БЕЛ Сход | ИТА 11   | СИН 3    | КОР 2    | ЯПО 5    | ИНД 7    | АБУ Сход | США      | БРА    |          |          |          | 5     | 183  |
| 2014  | Scuderia Ferrari          | Ferrari F14 Т         | Ferrari 059/3 1,6 V6t      | P | АВС 7    | МАЛ 12   | БАХ 10   | КИТ 8    | ИСП 7    | МОН 12   | КАН 10   | АВТ 10   | ВЕЛ Сход | ГЕР 11   | ВЕН 6    | БЕЛ 4    | ИТА 9    | СИН 8    | ЯПО 12   | РОС 9    | США 13   | БРА 7    | АБУ 10 |          |          |          | 12    | 55   |
| 2015  | Scuderia Ferrari          | Ferrari SF15-T        | Ferrari 059/3 1,6 V6t      | P | АВС Сход | МАЛ 4    | КИТ 4    | БАХ 2    | ИСП 5    | МОН 6    | КАН 4    | АВТ Сход | ВЕЛ 8    | ВЕН Сход | БЕЛ 7    | ИТА 5    | СИН 3    | ЯПО 4    | РОС 8    | США Сход | МЕК Сход | БРА 4    | АБУ 3  |          |          |          | 4     | 150  |
| 2016  | Scuderia Ferrari          | Ferrari SF16-H        | Ferrari 059/5 1,6 V6T      | P | АВС Сход | БАХ 2    | КИТ 5    | РОС 3    | ИСП 2    | МОН Сход | КАН 6    | ЕВР 4    | АВТ 3    | ВЕЛ 5    | ВЕН 6    | ГЕР 6    | БЕЛ 9    | ИТА 4    | СИН 4    | МАЛ 4    | ЯПО 5    | США Сход | МЕК 6  | БРА Сход | АБУ 6    |          | 6     | 186  |
| 2017  | Scuderia Ferrari          | Ferrari SF70H         | Ferrari 062 1,6 V6T        | P | АВС 4    | КИТ 5    | БАХ 4    | РОС 3    | ИСП Сход | МОН 2    | КАН 7    | АЗЕ 14   | АВТ 5    | ВЕЛ 3    | ВЕН 2    | БЕЛ 4    | ИТА 5    | СИН Сход | МАЛ НС   | ЯПО 5    | США 3    | МЕК 3    | БРА 3  | АБУ 4    |          |          | 4     | 205  |
| 2018  | Scuderia Ferrari          | Ferrari SF71H         | Ferrari 062 EVO 1,6 V6T    | P | АВС 3    | БАХ Сход | КИТ 3    | АЗЕ 2    | ИСП Сход | МОН 4    | КАН 6    | ФРА 3    | АВТ 2    | ВЕЛ 3    | ГЕР 3    | ВЕН 3    | БЕЛ Сход | ИТА 2    | СИН 5    | РОС 4    | ЯПО 5    | США 1    | МЕК 3  | БРА 3    | АБУ Сход |          | 3     | 251  |
| 2019  | Alfa Romeo Racing         | Alfa Romeo Racing C38 | Ferrari 064 1,6 V6T        | P | АВС 8    | БАХ 7    | КИТ 9    | АЗЕ 10   | ИСП 14   | МОН 17   | КАН 15   | ФРА 7    | АВТ 9    | ВЕЛ 8    | ГЕР 12   | ВЕН 7    | БЕЛ 16   | ИТА 15   | СИН Сход | РОС 13   | ЯПО 12   | МЕК Сход | США 11 | БРА 4    | АБУ 13   |          | 12    | 43   |
| 2020  | Alfa Romeo Racing         | Alfa Romeo Racing C39 | Ferrari 065 1,6 V6T        | P | АВТ Сход | ШТИ 11   | ВЕН 15   | ВЕЛ 17   | 70Л 15   | ИСП 14   | БЕЛ 12   | ИТА 13   | ТОС 9    | РОС 14   | АЙФ 12   | ПОР 11   | ЭМИ 9    | ТУР 15   | БАХ 15   | САХ 14   | АБУ 12   |          |        |          |          |          | 16    | 4    |
| 2021  | Alfa Romeo Racing         | Alfa Romeo Racing C41 | Ferrari 065/6 1,6 V6T      | P | БАХ 11   | ЭМИ 13   | ПОР Сход | ИСП 12   | МОН 11   | АЗЕ 10   | ФРА 17   | ШТИ 11   | АВТ 16   | ВЕЛ 15   | ВЕН 10   | БЕЛ 18   | НИД ТТ   | ИТА      | РОС 8    | ТУР 12   | США 13   | МЕХ 8    | САП 12 | КАТ 14   | САУ 15   | АБУ Сход | 16    | 10   |

## Результаты выступлений в WRC
| Год  | Команда              | Машина                  | 1      | 2        | 3     | 4     | 5   | 6      | 7      | 8      | 9        | 10       | 11       | 12       | 13       | Место | Очки |
| ---- | -------------------- | ----------------------- | ------ | -------- | ----- | ----- | --- | ------ | ------ | ------ | -------- | -------- | -------- | -------- | -------- | ----- | ---- |
| 2009 | Tommi Mäkinen Racing | Fiat Grande Punto S2000 | ИРЛ    | НОР      | КИП   | ПОР   | АРГ | ИТА    | ГРЕ    | ПОЛ    | ФИН Сход | АВС      | ИСП      | ВЕЛ      |          | -     | 0    |
| 2010 | Citroën Junior Team  | Citroën C4 WRC          | ШВЕ 29 | МЕК Сход | ИОР 8 | ТУР 5 | ЗЕЛ | ПОР 10 | БОЛ 11 | ФИН 25 | ГЕР 7    | ЯПО Сход | ФРА Сход | ИСП НС   | ВЕЛ 8    | 10    | 25   |
| 2011 | ICE 1 Racing         | Citroen DS3 WRC         | ШВЕ 8  | МЕК      | ПОР 7 | ИОР 6 | ИТА | АРГ    | ГРЕ 7  | ФИН 9  | ГЕР 6    | АВС      | ФРА Сход | ИСП Сход | ВЕЛ Сход | 10    | 34   |